# 楚楚可憐超能少女組角色列表
此列表是《楚楚可憐超能少女組》內的登場人物的介紹，關於本作品其他內容請見條目楚楚可憐超能少女組。
※以下介紹中包含一部份原作漫畫與電視動畫劇情，請斟酌閱讀。

## 巴貝爾 (B.A.B.E.L.)
- 掌握國內超能力政策的國家組織，前身為1940年的「大日本帝國陸軍特務超能部隊」，1960年左右正式成立。
- 除了超能力的研究外、還有處理超能力者的犯罪、預知事件事故的阻止、大型災害與事故的救助等。巴貝爾的任務有很多種，常與警察和消防隊聯手。與自衛隊的關係很深、運用主任也得參加自衛隊的訓練。因為現場的普通人與接触感應能力者的低戰力，允許他們使用手槍、機關槍或手榴弾作為護身用武器。另外，有著類似自衛隊階級的制度、還存在局長直属的戰鬥部隊。
- 目標與理想為「普通人與超能力者的和平、共存生存的世界」。
- 現場的出動基本以超能力者和現場運用主任 (普通人)成隊制，現有『超能少女組』、『奇幻獵犬』、『雙面嬌娃』、『小野貓』、『楚楚可憐影武者』等隊伍。

### 『超能少女組』
- 由3位超能度7的少女與運用主任4名組成，公認為巴貝爾最強、默契最好的隊伍。本作中，為了避免10年後的預言「超能力者和普通人的全面戰爭」奮鬥著，現場指揮主任皆本光一引導她們、經歷無數困難，以成長中的明石薰、野上葵、三宮紫穗為中心展開。本作開始時三人皆為小學4年級 (10歲)、第10集升上小學5年級、第16集升為國中1年級。
- 日本公認僅有的3位超能度7少女。對將來抱有很大的期待、用專用的限幅器限制其超能力。另外一方面也怕發生「超能力者和普通人的最終戦争」，巴貝爾的預知部以事件專案「懸案事項666號」預知「『超能少女組』為天使還是惡魔？」，目前結果仍然未知，此專案為巴貝爾最高機密。
- 在皆本光一擔任主任之前從未上學、於巴貝爾內部接受特別教育，第2集中巴貝爾成功說服政府與教育機關能夠進入學校就讀。為了保密超能特務的身分，皆本光一與『超能少女組』約定在校時她們要偽裝成超能度2的學生，並且不使用超能力。
- 第16集起在『楚楚可憐影武者』的支援下，學校方面的劇情增加許多。

任務時
- 平常生活用ESP限幅器降低能力，在任務時皆本光一會解禁來發揮本來的力量。其超能力壓倒地強大，但因為判斷力不足需要主任皆本光一輔助指揮。
- 第9集皆本光一開發出新型增幅器：能將其他人的超能力轉成電力再傳輸給明石薰，短時間內大幅提昇其念動能力，此動作稱為「三重增幅」。因為發動時對明石薰的身體負荷太大，使用後她會暫時無法使用超能力。
- 與「暗黑幽靈」戰鬥時「三重增幅」提昇威力，稱為「念動力・強制解放」：發動時明石薰背上會多雙白色翅膀，以明石薰為核心吸走接觸她的超能力者大量能量。因為能夠解除被攻擊者的洗腦狀態，引起了潘朵拉和暗黑幽靈的注意。第14集明石薰曾與潘朵拉成員發動「念動力・強制解放」，但是翅膀變為黑色、洗腦狀態也未完全解除。

服裝
- 特務制服以特殊材質製作，有抵擋高溫、放射線、撞擊及毒物的效果，是守護身體的盔甲。還有空調機能，冬暖夏涼。
- 國小時是水藍色的西裝式制服搭配迷你裙，唯有絲帶和帽子顏色與右手臂上的名牌號碼不一樣：明石薰是紅色、名牌號碼是『The Children 01』；野上葵是藍色、名牌號碼是『The Children 02』；三宮紫穗是紫色、名牌號碼是『The Children 03』，但明石薰不習慣戴帽子。第16集國中篇後制服改為水藍色水手服搭配迷你裙，絲帶和帽子顏色與右手臂的名牌號碼與國小時相同。防護性能也加以提昇。
- 除此之外也有多項因應各種狀況的特殊服裝，如生化防護衣、潛水衣等。

過去
- 明石薰、野上葵、三宮紫穗是在5歲時認識。因超能力的關係受到他人的排斥，再加上巴貝爾局長桐壺帝三把『超能少女組』當國寶來寵溺，性格變成任性妄為、無法克制情緒的暴力超能力者。
- 前四位主任因受不了精神和身體上的傷害而辭職，第五位主任須磨貴理子透過虐待抑制其暴力行為，只是引起更劇烈的反抗。因為求助無援，這段時間內培養出他人無法動搖的深厚友情。
- 皆本光一擔任主任之後三人的性格變得圓滑，與巴貝爾的同伴也相處良好。雖然還是會對皆本光一任性妄為或施以暴力，但隱藏著愛慕的心情。在第6集中皆本光一說要辭去工作時，三人立刻嚎啕大哭。

#### 主任
皆本光一（聲優：中村悠一／少年時代：釘宮理惠；台灣：魏伯勤／少年時代：詹雅菁）
9月18日生日、處女座、血型B型、身高181公分、體重67公斤。
初級挹論者，初登場20歲，國中篇開始時為22歲，高中篇開始為26歲。
名字的由來與設定，是引用光源氏和某超能力漫畫主人公的名字「浩一」。
依短篇版 (第1集)和漫畫附錄 (第5集)來看，初期設定有超能度7的反‧反超能力者或是有著『超能少女組』的全部能力，正式連載時取消此設定。為求區別，名字從「水元光」改成「皆本光一」。
「『超能少女組』為天使還是惡魔？」的關鍵。
能力
平常狀態下等於完全沒有超能力的普通人，但是自幼聰明而被送到特殊學校就讀，小學時發現「費魯曼最終定理」的新解法，18歲就拿到雙學位的天才。
能引出超能力者的潛力，即使初次遇見的超能力也能運用得淋漓盡至。被傳聞為史上唯一能領導無人可駕馭、 巴貝爾最凶惡的超能特務『超能少女組』的天才指揮官，甚至曾讓他國以年薪六百萬美金進行挖角。
為了能承受明石薰的念動力攻擊而持續鍛練身體，因此有副好身材。
多次被催眠能力攻擊而有抵抗力。
有手槍作為防身武器。第8集開始隨身攜帶超能力剋星「高能量熱線槍」：能殺死對槍砲無效的超能力者，但是除威嚇以外從未真正傷人。
職務
『超能少女組』的現場指揮主任。階級為中尉。第18集起也兼任『超能少女組』的支援部隊指揮官。
因為『超能少女組』的超能力成長時很不安定、需謹慎管理，所以與『超能少女組』一起住照護其日常生活。第23集搬到隔壁，但是隔牆被『超能少女組』開個洞方便出入。
也是科學家和超能力研究員，參與開發了ESP限幅器、增幅器、兵部京介的專用監獄 (但是從未用過)。
服裝
勤務時穿西裝。視力很糟，沒帶眼鏡就看不清楚。
性格
做事認真有耐心、有責任感。個性溫和有禮，是個標準的好好先生。完全生氣時連『超能少女組』、甚至蕾見不二子和桐壺帝三都敵不過。
因為只做正確事情的性格，受到『超能少女組』的吸引。
雖然是天才，但完全不了解女人心。
第17集中知道明石薰聽到自己去相親卻不聞不問，而察覺自己的心情，但以她還是小孩為由壓住心情。
興趣是做家事，被賢木修二說是天生的保母。
家人
雙親健在，有養狗「托魯」。祖母已過世5年。
母親也認識賢木修二。
人際關係
因為是各項條件都極優秀的男性，登場的女角色對其都有好感。因而常被『超能少女組』施以花心的懲罰。
跟賢木修二是美國留學時期就認識的好友。
過去
小學5年級時因為天才的頭腦造成老師教學上的困難，被勸說到特殊教育體制學習，有著痛苦的經歷。
在鎂國留學結束特殊教育後，就讀超能力研究科。這時認識了凱莉，雖然相愛但以分手作收。
回國後進入巴貝爾的研究設施，研究改良ESP限幅器。『超能少女組』當時主任須磨貴理子委託強化限幅器，但他以那是給予電擊的項圈、不畏被開除的風險而拒絕，對此桐壺帝三相當欣賞。
後與『超能少女組』共同漂亮地解決事件，柏木朧也給予很高的評價。桐壺帝三用計強制讓他擔任『超能少女組』的主任。
未来
透過伊九號的預知能力知道20歲的明石薰會成為潘朵拉的領導，而且將被自己槍殺身亡。第8集中蕾見不二子交給他預知中同型的手槍「高能量熱線槍」。
故事中多次暗示未來會與明石薰秘密交往。

#### 成員
明石薰（聲優：平野綾；香港：顧詠雪；台灣：郭馨雅）
7月30日生日。星座為獅子座。血型為O型。身高153公分、
初登場時是小學生10歲，國中篇為12歲。高中篇為16歲。
本作女主角，故事以她為中心。
能力
超能度7的念動能力者。
超能力者或同伴陷入危機時能發出比平常更強的力量。與暗黑幽靈時，結合同伴的超能力，本能地合成出新能力。
可以從遠處感覺到超能力者正發生死戰、察覺到人工衛星都找不到的超能力者在何處。兵部京介認為是未來超能力者的救世主。
雖然超能力者多仰賴超能力造成運動不足，因為她常在發動超能力配合身體作攻擊，無意識中讓身體承擔負荷、刺激肌肉成長，結果運動神經發達。
職務
『超能少女組』的領導。名牌號碼是『The Children 01』(C-01)。
任務多為移動、攻擊、防禦、搬運、掉落物的支撐、障礙的破壞。
服裝
國小時是水藍色的西裝式制服搭配迷你裙，絲帶顏色為紅色，不習慣戴帽子。國中篇制服改為水藍色水手服搭配迷你裙，其他相同。
限幅器是太陽造型的手錶型限幅器，有緊急通訊與發信器功能。
國小時期是短髮，升國中之前開始把頭髮留長，現在是長髮。
性格
國小時期性格衝動但充滿正義感，像首領般的活潑人物，能迅速與年齡相近的人成為朋友。遇到不順心的事會把對象用超能力壓在牆上。有著超能力能解決一切的傾向。
有大叔般的興趣：看寫真雜誌、愛喝營養飲料、不分男女的性騷擾、喜好巨乳。『超能少女組』的制服是迷你裙、學校的體育服是緊身褲也是因為這個關係。
國中後大叔與少女性格抗衡，慢慢變得較有女人味。
某些狀況下，在皆本光一面前變得容易害羞。
學習狀態為逃避型。第19集中透過他人的超能力知道皆本光一製作講義的用意後，開始稍微喜歡讀書。
家人
母親是女演員，姊姊是寫真偶像。兩人都是巨乳。
雙親已離婚，詳細原因不明，父親在漫畫結局登場。
母親與姊姊察覺到明石薰身為超能力者的孤獨感，但因為找不到適合的距離感而苦惱，即使如此家人感情和睦。
人際關係
經常捉弄皆本光一，事實上對他藏著好感，只是本人並未意識到。國中時期，萌生受不了看到皆本光一與野上葵、三宮紫穗或其他女性親密接觸。開始對他過度意識且在腦內妄想，不再像國小時輕易黏在他身上。本人自覺到對皆本光一的思念比以前還深，也察覺他還是把『超能少女組』當做小孩看待，決定要成長到能平等對待。
常對皆本光一施以花心的懲罰，國中後換成以話語和表情給予他精神上的壓力。
與野上葵、三宮紫穗有無法動搖的友情，會一起捉弄皆本光一。
因性格關係在同性間非常受歡迎，國小時就常收到女同學寄來的情書，不過本人表示不是蕾絲邊也沒有戀童癖，沒有任何興趣。
過去
以前無法控制自己的超能力使母親重傷，而討厭自己的能力。對於同樣是超能度7的野上葵、三宮紫穗放開心胸地喜歡。
與皆本光一第一次見面時就用超能力壓在牆上，但因為感到他的溫柔而安心睡著，皆本光一就任時看得出來是故意冷淡掩飾自己的害羞。
未来
20歲時的三圍：B36、W23、H34。穿著露出度較高的服裝。
從預知得到，當時的明石薰被稱作「破壞的女王」。作為潘朵拉的領導約束超能力者，以懷柔策略將野上葵和三宮紫穗加入成員之一。巴貝爾為改變這未來而努力。
現在兵部京介叫她「女王」。第18集起知道有關預知與兵部京介對她們稱呼的原因，但仍不知道皆本光一會對她開槍。
野上葵（聲優：白石涼子；香港：張雪儀；台灣：詹雅菁）
12月26日生日。星座為山羊座。血型為A型。
初登場時是小學生10歲，國中篇為12歲。高中篇為16歲。
能力
超能度7的瞬間移動能力者。
在非正式記錄下，野上葵保持移動距離、次數、質量互換所有的世界紀錄。
能用瞬間移動快速換裝，但國中篇後因為身體正在成長，改以自行換裝。
職務
名牌號碼『The Children 02』(C-02)。
基本是做移動和物品的搬運。
戰鬥是將對手傳送到某物質內部，或從上空讓物品掉落、讓對手掉落的間接攻擊方式。第29集從羽毛的回憶中得知未來有直接攻擊的手段。
服裝
國小時是水藍色的西裝式制服搭配迷你裙，絲帶和帽子顏色為藍色。
國中篇制服改為水藍色水手服搭配迷你裙，其他相同。
限幅器是月亮造型的耳環型限幅器，第9集改為三日月造型，有緊急通訊與發信器功能。
小學到國中時期都是長髮，本人希望越留越長。在高中篇戴上了白色髮箍。
有帶眼鏡。
性格
設定為京都出身，但因為作者不了解京都腔而用大阪腔代替。中文版無法表達出她口語的差異。
『超能少女組』當中較像正常女生、也較成熟與自我控制，但這也是和其他兩人比起來，與一般少女相比仍算是問題兒童。
精神上挺依賴明石薰和三宮紫穗。
學習狀態為努力型，每天都會規劃讀書的時間。
第20集組樂團慶祝生日時，發現到她沒有音樂天份。
家人
家住京都，有雙親和過去體弱多病的弟弟。
孩童時曾以為因為父親的公司經營不順而被賣給巴貝爾。現在家人感情和睦。
喜歡姐姐的弟弟野上裕樹和寵愛女兒的父親野上大作對皆本光一有敵意
人際關係
與明石薰和三宮紫穗相同，對皆本光一抱有好感。國小時並未主動過，國中開始積極性增加。最近會跟著其他兩人一起誘惑皆本光一。
與皆本光一返家時一副帶未婚夫回家的感覺。
從小學起就收到許多情書。
跟國小的約會對象黑木大有視訊及簡訊的往來，有時會上網看他的部落格。
過去
4歲時跟普通人沒什麼兩樣，之後超能力突然增強被送到巴貝爾。剛好那時因為弟弟的病加上父親的事業失敗，令雙親疲於奔命，結果忽視她內心的寂寞，以為自己是不要的孩子。直到明石薰和三宮紫穗去父親的公司指責才解開誤會。
剛到巴貝爾時常常被三宮紫穗欺負而相當害怕她。但是之後小薰來到，也漸漸和解。
未来
20歲時的三圍：B32、W23、H33。穿著較時髦。
那時被稱為「光速的女神」。從明石薰那得知暗黑幽靈的真正目的後，離開巴貝爾加入潘朵拉。
第29集從羽毛的回憶中得知，明石薰與皆本光一在對峙時，她正在阻止敵人的核武、也看到來救援的巴雷特被無人飛機擊殺。巴貝爾為改變這未來而努力。
現在兵部京介叫她「女神」。第18集起知道有關預知與兵部京介對她們稱呼的原因，但仍不知道皆本光一會對明石薰開槍。
三宮紫穗（聲優：戶松遙；香港：魏惠娥；台灣：馮嘉德）
2月12日生日。星座為水瓶座。血型為AB型。
初登場時是小學生10歲，國中篇為12歲。高中篇為16歲。
能力
超能度7的接觸感應能力者。
盡全力感應時能取得其他接觸感應能力者無法知道的情報。
職務
名牌號碼『The Children 03』(C-03)。
主要是追蹤犯人的線索、讀取敵人思考和過去的行動、收集周圍情報的支援任務。
因接觸感應者較沒有攻擊力，所以使用手槍來防備和攻擊。因她的超能力，閉著眼睛也能百發百中，也能夠用來讀取武器或器具的使用方法。
時常從身上拿出武器，如電擊器、吹箭等。
第20集增加量身打造的專屬危險武器「非殺生接觸感應鋼索槍」，奈米鋼索綁住敵人後加以感應或電擊。因為她愛亂開槍，需解禁才能用。
服裝
國小時是水藍色的西裝式制服搭配迷你裙，絲帶和帽子顏色為紫色。
國中篇制服改為水藍色水手服搭配迷你裙，其他相同。
限幅器是星星造型的戒指型限幅器，有緊急通訊與發信器功能。
國小時期是短髮，升國中之前把頭髮留長，現在是長髮。因為頭髮屬於自然卷，所以長度可能是三人中最長的。
性格
外表純真，但有時會做出殘酷的事。因超能力的關係很早就認清現實與童話世界的差異，顯得較早熟。
能以平靜的表情說出毒舌的話語。
對明石薰的依賴比野上葵還高。
行動很激烈，會不考慮周圍的情況發出攻擊，對傷害明石薰和野上葵的敵人甚至說出要使用毀滅性武器。
怕幽靈鬼怪到見到就暈倒的地步，但是獵奇殺人之類的東西能平靜看待。
對於明石薰和野上葵的超能力打架是以敷衍的態度來阻止。
討厭蔬菜類食物、喜歡零食。特別愛好吃肉，因為可以嚐到死前的痛苦與怨念。
家人
有警政署長官的父親和母親。
父親個性嚴格，為了搜查甚至要女兒到淒慘的現場去透視，但不是冷酷只是在建立與女兒的信賴關係。
母親在女兒尚小時因為面對經驗不足、被逼得快要發瘋，努力不藏住事情的結果是變成任何事情都直說、表裡一致的人。
人際關係
因為被她接觸到就能知道在想什麼，對於能自然跟她牽手的皆本光一有很高的信賴與好感。
對朋友盡量不使用接觸感應能力。
對同是接觸感應能力者的賢木修二看不順眼。
從小學起就收到許多情書。
有許多只傳簡訊、但本人從不回傳的朋友。
過去
小時候母親曾因為自己的能力，差點精神衰弱；而父親在將她送去巴貝爾時 (四歲)，也被她稍微感應到了父親鬆了一口氣的心情，因此更加篤定自己是個怪物。
最先進入巴貝爾，為了不讓後到的野上葵害怕她的能力而故意欺負，之後被明石薰天真並且堅強的個性感染、漸漸打開了心房。三人成為不可代替的朋友。
初次遇到皆本光一時已經有毒舌和激進行為。
未来
20歲時的三圍：B38、W23、H34。三人之中發育得最好。穿著許多褶邊的長禮服裙。
那時被稱作「禁斷的女帝」。受明石薰懷柔策略而加入潘朵拉。
第29集從羽毛的回憶中得知，與蕾見不二子潛入「暗黑幽靈系統」，看到蕾見不二子被打倒的場面。巴貝爾為改變這未來而努力。
現在兵部京介叫她「女帝」。第18集起知道有關預知與兵部京介對她們稱呼的原因，但仍不知道皆本光一會對明石薰開槍。

#### 支援小組
- 第18集開始，為強化『超能少女組』而成立、由複數的超能特務所構成的部隊。目前有4名。『楚楚可憐影武者』是第16集就已成立。
- 其中，雖然蕾見不二子是巴貝爾的領導，但在現場會聽從皆本光一的指揮。

##### 『楚楚可憐影武者』
- 由前「暗黑幽靈」成員的少年：巴雷特和提姆所構成，支援保護『超能少女組』而成立的隊伍。
- 兩人是同時間被『超能少女組』解除洗腦、都喪失記憶以致於年齡不明，連超能力也一起消失。
- 在巴貝爾的模範醫療設施進行復健治療後取回超能力，但記憶仍然喪失。
- 復健時兩人都迷上相同的動畫「楚楚可憐小羅莉」、在不知道彼此身分的情況下於網路上成為好朋友，現實中也是感情很好地一起行動。兩人都是重度的動漫迷。
- 特務制服為深綠色。

###### 成員
巴雷特（聲優：近藤隆；台灣：宋克軍）
- 第11集登場。

能力
- 合成能力者，擅長控制鉛，也能感應金屬物質。力量強到甚至能緩慢侵入明石薰佈的防護罩。
- 鉛以外的數公斤物體也能移動。
- 為了活用超能力精通如何使用槍。能夠操作子彈飛行的軌道，空手也能發射子彈。
- 戰鬥力極高，即便是兵部京介也曾被打成重傷。

職務
- 『楚楚可憐影武者』任務時穿著光學迷彩服、負責可疑人物的監視與擊退。
- 一般戰鬥時是狙擊手。

服裝
- 任務時穿著光學迷彩服，一般戰鬥時是軍服（漫畫版為綠色，動畫版為暗紅色）。
- 頭上總是綁了一條頭巾。隨身一把手槍。

性格
- 由於能力與訓練的關係，個性就像是個軍人一樣嚴肅、做事也很有原則。對話大多是使用敬語居多，對於一般常識則有待加強。
- 第18集時任務期間曾被兵部京介擊暈，造成自信心下降、悲泣自己的能力只能殺人。最後不是靠賢木修二的熱血勸說、而是靠「楚楚可憐小羅莉」劇場版的台詞重新振作。

人際關係
- 與提姆是好友，經常兩人一起行動。
- 雖然沒有記憶，但深信『超能少女組』曾經救過他。認為『超能少女組』是他們的聖域，絕對不可侵犯。
- 第23集搬到『超能少女組』的隔壁，但是隔牆被『超能少女組』開個洞方便出入。
- 第27集後與葵之間的關係有點微妙。
- 第29集起轉進『超能少女組』的學校就讀。同學知道他跟『超能少女組』感情很好後十分羨慕、還被說是「現實充」，因為他沒有對象所以無法接受。

過去
- 為了從強盜手中保護母親而使用超能力、被村民排斥。暗黑幽靈利用對村民的憎恨被催眠能力者洗腦。

未来
- 第29集從羽毛的回憶中得知，他駕駛飛機救援野上葵時被無人飛機擊殺。巴貝爾為改變這未來而努力。

提姆（聲優：皆川純子；台灣：汪世瑋）
- 第12集登場。

能力
- 念動力、心電感應與催眠能力的合成能力者，關鍵字「玩具」。
- 讓車、戰鬥機像機器人一樣變形、對手的身體看起來像玩具。
- 其能力強度受自己想像力的影響。
- 對「玩具」有嚴格的定義和規則。

職務
- 操縱與『超能少女組』長相一樣的的人偶 (本來是由九具津隆擔任)，在『超能少女組』上學期間出任務時頂替她們上課。
- 人偶外表製作得跟本人難以區別的精細，不過胸部或腰部以下大腿以上的部份不夠逼真 (本人說大人的玩具無法操縱)、頭部有圓形的螺絲。人偶也內藏武器、具有合體功能，戰鬥時也派得上用場。
- 最初時因為人偶的怪異語氣與態度而遭人懷疑，在特訓下迅速改善。
- 會因為本人對萌物的反應使得三個人偶一起明石薰化。本人遺憾能力不足，不然就能用5個人偶跳涼宮舞。

服裝
- 穿著著休閒類服飾及軍服（漫畫版為綠色，動畫版為暗藍色），留著一頭白髮，並且靠奈米機器洗髮精來維持髮型。

性格
- 如外表相同像孩童一樣。
- 復健治療時養成幫助人的習慣。
- 比巴雷特還易害羞。
- 害怕蟲子和地震。
- 一般常識則有待加強。

人際關係
- 與巴雷特是好友，經常兩人一起行動。
- 雖然沒有記憶，但深信『超能少女組』曾經救過他。認為『超能少女組』是他們的聖域，絕對不可侵犯。
- 第23集搬到『超能少女組』的隔壁，但是隔牆被『超能少女組』開個洞方便出入。
- 第29集起轉進『超能少女組』的學校就讀。同學知道他跟『超能少女組』感情很好後十分羨慕、還被說是「現實充」，因為他沒有對象可愛所以無法接受。

##### 『沉睡的白雪公主』蕾見不二子
請見#蕾見不二子。

##### 『診察者』賢木修二
賢木修二（聲優：谷山紀章；台灣：宋克軍）
- 6月28日生。星座為巨蟹座。血型為A型。身高185公分、體重72公斤。
- 第4集登場，當時22歲，國中篇是24歲。

能力
- 超能度6的接觸感應能力者。
- 也有念動力變形的生體控制能力，治療之外也能用來攻擊。
- 使用手槍來防備和攻擊，在使用超能力下能狙擊遠方的目標。有特製的長棍做為近戰武器。
- 因為超能力能讀出對方的動作再出手攻擊，使得打架相當強。

職務
- 巴貝爾的醫療研究部醫師、『超能少女組』的主治醫生，也負責超能力事件關係人的檢查與治療。在現場也能參與戰鬥。
- 第18集開始成為支援小組的一員，特務稱號『The Exploratory (診察者)』。

服裝
- 因職務關係常穿著醫生服。
- 國中篇時把瀏海放下來，被說是看起來更帥更年輕。

性格與人際關係
- 表面上是輕浮、開朗又愛玩的男性，本質是重視同伴、正義感強烈的人。
- 是名好色的花花公子。非常喜歡聯誼，腳踏兩條、三條船是理所當然。其實追求女人只是在打發時間，是因為身為醫生和超能力者卻無法發揮自己的力量而欲求不滿。
- 對『超能少女組』是以前輩的身分來看待。也羨慕『超能少女組』有皆本光一在守護她們。對三宮紫穗常裝出一副成熟又懂事的樣子感到火大。
- 跟皆本光一是鎂國留學時期就開始的好友。
- 不擅長吃辣。
- 巴雷特與提姆加入後對他們相當照顧，並常常灌輸他們身為「男人」該有的常識(不過多半是自己扭曲的想法)。

過去
- 巴貝爾的小學全國超能度檢查中發現是超能力者後，長時間和普通人中一起生活，但是處境孤獨。
- 在東都大外科醫療局實習時討厭那裡爭奪權力的風氣、另一方面因為對女護士出手，待3個月就到鎂國留學。在那裡遇到不抱持偏見的皆本光一。
- 回國後與皆本光一一起到巴貝爾的研究設施工作，皆本光一轉調本部特務部後他也跟著調到本部。

### 總局本部
蕾見不二子（聲優：尤加奈；香港：張雪儀；台灣：汪世瑋）
- 1925年3月24日出生。牡羊座。血型B型。三圍B102、W56、H86。身高160cm。
- 漫畫第6集登場、動畫是第27話。時年83歲。
- 蕾見男爵家族的千金。大方散發性感的暴乳美女。
- 與巴貝爾成立有關的要人，地位上比局長還高。

能力
- 超能度不明的複合能力者，擁有念動力、瞬間移動、接觸感應能力。
- 目前巴貝爾超能力者中最強的成員之一，有能輕易打敗『超能少女組』的實力、兵部京介見到她也會逃走。與『超能少女組』不同在街上戰鬥時會放輕力量。
- 使用生體控制能力保持年輕，從他人吸收能量抑制老化、自己的能力也能增強。附帶一提，初登場時就以接吻的方式奪走『超能少女組』跟梅枝直美的初吻和能量。皆本光一和賢木修二常成為她的食物。後期得知她只是藉由接觸感應能力感應年輕細胞，並用生體控制能力讓自己的細胞盡量維持接近的狀態，並非吸收他人能量。

職務
- 巴貝爾管理官，是組織的「幕後首領」。
- 因為醒來時要花長時間化妝、來不及執行任務，當上司有很大的資質問題。每天要睡18小時，以她為中心所建立的作戰風險很高。
- 看似粗暴與不負責任，實則高判斷力採取改變未來的行動。
- 第18集開始成為支援小組的一員，特務稱號『The Sleeping Snow White (沉睡的白雪公主)』。

服裝
- 穿著偏向清涼類型。
- 白髮，外表很年輕。

性格
- 孩子氣，是天生的女王和小女孩。
- 很討厭提到年齡，但只有被『超能少女組』叫「婆婆」時沒有生氣。
- 在巴貝爾研究所沈睡十年，事先指示若兵部京介有所行動就要來叫醒她，但因為任性來叫醒反而會生氣、不做也會生氣，很難伺候的性格。
- 行動準則是「愛」和「女人的直覺」，深信『超能少女組』和皆本光一之間的愛可以改變未來。雖然皆本光一嗤之以鼻，其實真的察覺到改變預知的關鍵。
- 害怕蛇。

人際關係
- 與全球財政界有密切關係，對日本政治界有相當影響力。
- 日本政府對巴貝爾不合理的干涉、以強硬態度也無法拒絕是因為有她在保護的關係。

過去
- 與兵部京介與伊九號曾經是同事。
- 父親似乎和巴貝爾的前身「大日本帝國陸軍超能特務部隊」 有關。
- 與兵部京介活躍於戰場，當時階級是上等兵。隨著戰鬥變劇烈開始對戰爭抱持疑問，也反對父親把超能力視為武器。
- 戰爭結束前，超能特務部隊的存在被消除、與兵部京介一樣被追殺，但為了日本和超能力者的未來盡釋前嫌、努力建立起巴貝爾。
- 關住兵部京介時貢獻良多。

未来
- 第29集從羽毛的回憶中得知，潛入「暗黑幽靈系統」時被打倒在地。巴貝爾為改變這未來而努力。

桐壺帝三（聲優：小杉十郎太；台灣：宋克軍）
- 巴貝爾局長。登場時 53歲，現在55歲。
- 比起伴隨地位和任務的責任更優先寵溺『超能少女組』的人。口頭禪『這些孩子是日本國寶』，對『超能少女組』造成的破壞使盡各種手段消除掉。雖然沒有像對『超能少女組』那麼誇張，對其他超能力者的用情也相當深。
- 是個對上層的大人物也能毅然表達自己的意見、貫徹自我信念的男子漢。蕾見不二子醒來後，煩惱她引起的問題。另外，當初會當上局長就是靠蕾見不二子推薦的。
- 是個普通人，不過有副堅韌的肉體，靠肉搏戰打贏拿槍械的恐怖份子、不用裝備從高空跳下來平安落在地上，這種強壯已經超越了普通人。
- 年輕時是個美型男，相較於現在的樣子令人不勝唏噓。
- 有兩個女兒。19歲結婚後長女出生，女兒18歲結婚隔年孩子出生。桐壺帝三54歲時孫女15歲。

柏木朧（聲優：淺野真澄；台灣：汪世瑋）
- 局長秘書。階級為上尉。年齡不明的美女。
- 做事認真細心、好容貌加上好身材，是巴貝爾誇耀的才女。也擔任制止桐壺帝三瘋狂行為的工作、有擊敗他的怪力。
- 理解皆本光一和『超能少女組』的優點。女性角色中最受明石薰信賴、皆本光一忙於工作或她休假時會到他家幫忙照顧『超能少女組』。
- 每當局長濫用國家經費而使得日本政府引發公憤時都是由她解圍的 (她說是用真心去泡的茶來安撫)。

A小隊
- 漫畫第5集登場。
- 局長直属的戰鬥部隊。受過嚴格訓練、有著崇高的愛國心。
- 作戰、偽裝、跟蹤，甚至土木工程都辦得到，可說是萬用部隊。
- 局長常常為了無聊的理由而出動他們，使隊員想轉調自衛隊。

### 『小野貓』
- 由超能力者和現場主任谷崎一郎所組成。特務稱號本來叫『凱蒂貓』，梅枝直美解放出討厭主任的情緒後改名『小野貓』。
- 因為梅枝直美和笹目雪乃都有被變態騷擾的苦惱，所以兩人情同姊妹。當然騷擾他們的谷崎一郎和笹目幸成也變成感情很好。

#### 主任
谷崎一郎（聲優：家中宏；台灣：魏伯勤）
- 小野貓現場指揮主任。階級少尉。老菸槍。
- 第3集登場。當時36歲。
- 梅枝直美12歲時選中她的能力，那時超能度只有4、經過訓練後發展成現在的超能度6，成為超能特務。
- 其中有下流的用意在，設想要培養成自己理想的女性後與她結婚，因為梅枝直美強烈反對而失敗。不過仍未死心，認為受到暴力式拒絕也是愛的一種。
- 雖然是個變態，作為主任相當有能力：一人組成的小野貓能訓練到與複數人數組成的『超能少女組』和『雙面嬌娃』同等的精銳地位。深信巴貝爾的理念「普通人與超能力者的共存 」，曾反對『超能少女組』的前任主任須磨貴理子使用電擊項圈。努力爭取讓梅枝直美能讀高中、過著與普通人來往的充實生活。除去個人欲望這點，基本上還是位好主任。
- 第16集梅枝直美讀大學後就停止過度干涉。
- 目前除了帶領『小野貓』，也兼任雙童神話的教官。

#### 成員
梅枝直美（聲優：藤村步；台灣：汪世瑋）
- 5月28日生，星座雙子座，血型為AB型。
- 第3集登場。當時 16歲、就讀與巴貝爾有關係的二條女子高校。第16集起18歲，有上大學。
- 超能度6的念動能力者。12歲時被谷崎一郎選中，那時超能度只有4、經過訓練後發展成現在的超能度6，成為超能特務。念動力僅次於明石薰，在明石薰無法出動時會由她代替。
- 品學兼優、運動萬能、坦率又乖巧的美少女，又帶點天然呆。初次登場時因為壓抑討厭谷崎一郎的感覺、導致陷入低潮，在明石薰的性騷擾下變得勇於拒絕。特務稱號因此從『Kitty cat (凱蒂貓)』改成『Wild cat (小野貓)』。
- 之後變成雙重性格，對谷崎一郎會抓狂地暴力對待 (本身也討厭大叔)，但是內心也感謝對自己的教育，所以讓他繼續擔任主任。
- 谷崎一郎兼任『雙童神話』的教官時，下定了若他對學妹下手的話就殺了他的覺悟。
- 意識到皆本光一是可以信任的人，共同任務時很高興被他抱住、也羨慕他所指揮的『超能少女組』。但是好感被『超能少女組』知道後，皆本光一被她們施以花心的制裁。
- 開醬料包一定被醬料濺到身上，用剪刀也一樣，本人已放棄掙扎了。
- 第16集起成為大學生，谷崎一郎也停止過度干涉，本人對他刮目相看。
- 高中時期穿著偏一般高中生的冬季毛織制服配膝下襪，絲帶和帽子為綠色。進入大學時期後服裝改為水手服樣式配膝上襪，絲帶改為領帶和帽子一樣為綠色。限幅器設計成愛心造型的項鍊型限幅器。

### 『雙童神話』
- 由兩位雙胞胎兄妹：笹目幸成與笹目雪乃所組成的小隊。附帶一提，他們的兩位姐姐也在巴貝爾工作，請見#『神秘女郎』。
- 主任是由小野貓主任谷崎一郎所兼任。
- 笹目雪乃看到谷崎一郎和梅枝直美關係的結果，導致她會在哥哥笹目幸生的蘿莉控和戀妹發言時會加以制裁。

#### 成員
笹目幸生
- 第19集登場，11歲。
- 超能度5左右的合成能力者，使用催眠改變視覺情報。
- 用自己的能力裝扮成雪乃、讓雪乃變身、修改雪乃的成績、跨大雪乃的超能度，限定只用在雪乃身上的超能力。
- 標準的妹控。
- 常常跟谷崎一郎一樣被笹目雪乃打得很慘。

笹目雪乃
- 第19集登場，11歲。
- 超能度5的念動能力者。
- 為了提昇自己的超能度，把谷崎一郎當「墊腳石」指名要他訓練。
- 說話毒舌、屬於直率跟有話直說型，卻跟梅枝直美感情很好。一起制裁谷崎一郎與笹目幸成。

### 『奇幻獵犬』
- 由青梅竹馬、都是合成能力者的宿木明與犬神初音所組成。巴貝爾的精銳部隊之一。
- 超能特務採用測試時在皆本光一的指揮下與『超能少女組』對決，雖然有重大缺失，因為『超能少女組』有局長暗中幫忙的關係結果合格了。
- 宿木明是為了減輕犬神初音的伙食費才加入巴貝爾的。
- 宿木明與犬神初音在第3集就登場了，因為能力特殊、少有單獨執行的任務，直至第13集才有小鹿圭子擔任主任。

#### 主任
小鹿圭子（聲優：中島沙樹；台灣：郭馨雅）
- 第13集登場。階級下士。
- 『奇幻獵犬』指揮主任。就任時因為與宿木明過於親近，使犬神初音感到不滿而不願聽從其指揮、後來在野外求生作戰中關係轉好，也受到犬神初音的認同而願意聽從指揮。
- 個性有點懦弱，就像是容易被嚇到的小動物。
- 第16集後似乎掌握到工作的要領了。

#### 成員
宿木明（聲優：大浦冬華；台灣：詹雅菁）
- 生日10月16日。天秤座。B型。
- 第3集登場，當時15歲。第16集時17歲、高中生。
- 超能度2~4的合成能力者。
- 以心電感應的變相發動對生物進行意識轉移、也能自由操縱該生物 (只傳送身體感覺)。有效範圍內操縱的數量因對象的智能高低而有所變化，爬蟲類的話一次可以操縱多個、若是人類則必須讓出自己的身體。
- 擅長廚藝。雖然年紀輕輕卻是個很懂事的人。
- 和犬神家是主從關係，宿木家代代在背後支撐犬神家。因此和犬神初音從小就認識，認為照護她是自己的責任。對犬神初音只是單純的夥伴在信賴，這點似乎隨著年齡增長有所改變。
- 尊敬同是野獸管理員的皆本光一。
- 巴雷特和提姆加入巴貝爾後自然而然成了他們的大哥。

犬神初音（聲優：清水愛；香港：張雪儀；台灣：汪世瑋）
- 生日11月7日。天蠍座。血型為O型。
- 第3集登場，當時14歲，第16集時16歲、高中生。
- 超能度2~4的合成能力者。
- 組合念動力、催眠、遠距離透視、預知，連帶外貌與身體能力如同狼一般變身。變身時能無意識中提高超能度、越餓的話能力越強，但是超過極限就會成為只滿足慾望的野獸。能理解動物的感情和語言、使用類似嗅覺的遠距離透視進行搜查，即使在沒有獸化的平時也能一定程度使用。實戰測試時因皆本光一的提議，也能變成狼以外的動物 (老鷹居多)。
- 家系是代代相傳有獸化超能力，以前被稱為「人狼的後裔」。似乎因為如此性格像隻狼，食量很大、也愛欺負小動物。
- 實戰測試時受到明石薰的殺氣所懾服，認為『超能少女組』的階級比自己還高而叫他們大姊。
- 和宿木家是主從關係，宿木家代代在背後支撐犬神家。因此和宿木明從小就認識，十分信賴他。小鹿圭子就任主任時，因為宿木明總是照護主任而嫉妒 (宿木明在被提醒之前完全沒發現)。
- 能舔對方的汗水就能知道身體狀況，但因為不知道正確名字需要宿木明解釋。
- 服裝總是穿黑色系服飾配短褲的野性類型，即使升上高中生、發育良好也討厭穿內衣褲，讓宿木明臉紅心跳。常帶在身上的勾玉項鍊似乎是宿木明送的。
- 學習成績是普通程度。

### 『雙面嬌娃』
- 由常磐奈津子和野分瑩的女性超能力者所組成。巴貝爾的精銳部隊之一，也兼任巴貝爾本部的櫃檯小姐。似乎沒有現場主任。
- 主要任務是結合2人的能力探查入侵本部的可疑人物與在現場支援其他部隊。但是，前者任務中會說出訪客的隱私，因此訪客被磨練成有寬大的心胸。
- 有攜帶擊退可疑人物用的手槍，但命中率很低。
- 巴貝爾的招牌美女，排隊約會得等上半年，但是皆本光一說要去時她們立刻就答應。
- 第16集國中篇後櫃檯有新人『神秘女郎』加入，前往現場的機會增加。

 成員
常磐奈津子（聲優：中尾衣里；台灣：馮嘉德）
- 第4集登場，當時20歲 。
- 超能度5的透視能力者，也有遠距離透視能力、能察覺遠方的異變。
- 興趣是存錢，為了節省房租而住在巴貝爾女性員工宿舍「吳竹寮」。

野分瑩（聲優：佐藤利奈；台灣：詹雅菁）
- 第4集登場，當時20歲。
- 超能度5的心電感應能力者。
- 對異性的興趣比常磐奈津子還高，曾以心電感應將自己的電子郵件告訴皆本光一。為了方便約會離開有門禁的「吳竹寮」住在外面的公寓

### 『神秘女郎』
- 由笹目千鶴子和笹目妙的女性超能力者姊妹所組成。巴貝爾本部的櫃檯小姐。
- 『雙面嬌娃』的學妹。一樣會說出訪客的隱私。
- 笹目幸生與笹目雪乃的姐姐。
- 目前只出現在四格漫畫中。

成員
笹目千鶴子
- 第22集登場，20歲 。
- 超能度6的心電感應能力者。

笹目妙
- 第22集登場，19歲。
- 超能度6的透視能力者。

### 其他
伊九號（聲優：家弓家正；台灣：魏伯勤）
- 第1集登場。階級中尉，別名伊號。
- 超能度7的預知能力者。
- 至今3000件以上的預知都阻止不了、全數應驗。讓皆本光一看見『超能少女組』成為惡魔毀滅人類的預知，並警告他要阻止。
- 太平洋戰爭中通過實驗誕生、從鎂國逃走的超能力海豚。魚鰭印有『伊009』，同類在的時候叫「九號」，因為是剩下最後一隻所以直接叫「伊號」。戰後因為超能力動物實驗禁止條例而無法執行任務、也無法融入野生海豚群裡，在政府所有的沖繩無人島隱居。
- 預知自己將被連槍殺、實際也受到槍擊，不過中彈數僅為一槍，不同起初估計的被亂槍打死，所以只是受傷。從此下落不明。

末摘花枝（聲優：下屋則子；台灣：馮嘉德）
- 第6集登場。階級下士。
- 超能度6的心電感應能力者。擁有以心電感應為基礎的催眠能力，可以讓對方看見變身後的樣子。
- 國立安寧之家的職員。工作是用超能力讓患者看見思念的人以便治癒心靈。
- 個性溫柔又很認真、少許迷糊，被虐待感覺得到快感的人。
- 雙馬尾童顏美女的外表是用超能力變成的，真面目是讓人不覺得是女性的可怕。因此拍到臉的照片和攝影只肯用修正後的畫面。
- 蕾見不二子委託她向皆本光一洗腦、愛上『超能少女組』(當時是小學生)，結果當然失敗。

須磨貴理子（聲優：深見梨加）
- 第13集回憶篇登場。
- 『超能少女組』前任主任。因為巴貝爾沒有人願意擔任『超能少女組』的主任、由教育部派過來的人選。
- 把『超能少女組』當做危險物品對待，給她們載有電擊功能的項圈限幅器、三人一反抗就毫不留情施以電擊的虐待方法。『超能少女組』在化學工廠失火現場企圖逃走時她出現暴力性格，不僅用電擊還以橡膠子彈對她們射擊、也不猶豫要使用真槍實彈。
- 其實本人孩童時被其母虐待、形成現在的攻擊性格。也因為被虐待使得罹患密閉恐懼症，在化學工廠的地下通道被關起來時陷入精神錯亂、被明石薰敲昏過去。
- 皆本光一接任主任後，她當然被開除了。
- 據作者表示，她是把人生賭在要把『超能少女組』教育成好孩子上，只是方法太過劇烈。

松風浩一
- 高校編登場的男孩，記得自己被三人組所拯救過的事，有完全記憶能力，所以無法被消除記憶。
- 後續成為皆本的助手。
- 事後被證實是黑暗幽靈的間諜。

### 前成員
九具津隆
請見#九具津隆。
黑卷節子
請見#黑卷節子。

## 潘朵拉（P.A.N.D.R.A）
- 理念是「消滅普通人、解放超能力者，建立只有超能力者的世界」的革命組織。首領是兵部京介，幹部真木司郎、加納紅葉、藤浦葉。
- 組織理念正確來說是建立起贊成兵部京介意志的超能力者才存在所建立的世界。
- 雖然沒有超能度7，但超能力者的數量遠超過巴貝爾。來源是吸收與保護因為戰爭失去親人、能力被軍隊利用、被周遭排斥、被組織冷漠的超能力者。因此同伴意識很強，對普通人的話則毫不留情。為了襲擊在客機上的暗黑幽靈殺手，連在裡面的普通人都一起攻擊、進行讓普通人與超能力者間關係惡化的情報活動；做出跟超能力排斥集團「平凡百姓」一樣的事。平心而論還是恐怖組織。
- 活動資金來自於所擁有的世界最大電腦作業系統公司、暗地裡也有做銀行強盜的犯罪來賺錢。此外第21集取得惡羅斯國籍和外交官特權，日本政府礙於國際關係刪除警政署裡的罪犯資料，巴貝爾也無法循正常法律途徑下手。
- 大本營是豪華客船「浩劫號」。用超能力使雷達跟衛星都偵測不到、緊急時刻還能飛行，四周有防衛用潛水艇。在許多大樓設置了合成能力者所做的空間走廊，可以迅速往來許多地方。
- 組織目的之一要消滅未來戰爭的主謀者「暗黑幽靈」，讓自己主導與普通人的戰爭。不惜與蕾見不二子進行秘密協議以達成目標。

### 首領
兵部京介（聲優：遊佐浩二／少年時代：井上麻里奈、平野綾（THE UNLIMITED 兵部京介）；香港：袁德基／少年時代：魏惠娥；台灣：宋克軍／少年時代：汪世瑋）
- 1930年4月15日生。牡羊座。O型。身高172cm。體重56Kg。
- 第3集登場，當時80歲。第16集時為82歲。
- 潘朵拉的首領。

能力
- 原為念動能力者，在頭部遭槍擊後成為複合能力者。已確認有念動力、心電感應、瞬間移動、透視、催眠與生命控制等多項能力，每個都有高超能度，實際正確種類和等級不明。第31集闡明多項能力的由來。在陸軍超能特務部隊訓練與強化能力時，接受死在眼前的戰友超能力心電感應、成為自己的能力。
- 以超能力控制老化遺傳因子保持年輕，長期戰鬥是很大的負擔。
- 可以自由控制超能力的念波頻率，所以ECM和能力測量對他無效。

服裝
- 穿著跟年齡不和的學生服，另一種意義是對自己和同伴的喪服。

性格
- 平常一副休閒、似乎權謀一切，實際上挺孩子氣。做什麼事很快就會膩。
- 潘朵拉的成員都崇拜他，同時也對他魯莽古怪的計畫感到不安與驚訝。
- 也有冷酷殘忍的性格，對不喜歡的對象、即便同是超能力者也會殺掉，因此厭惡他的超能力者也不少。過去曾被普通人的夥伴背叛，所以對付普通人毫不留情。
- 曾救過一次普通人少女，但那只是她長得很像明石薰的關係。

人際關係
- 潘朵拉有關人士叫他少校，因為大戰中戰死(表面上)追昇二階的關係。
- 知道『超能少女組』的才能和命運後，因為跟自己的遭遇相重疊、對她們投入異常的感情 (爺爺對孫女的感情)，只要她們幸福讓自己粉身碎骨在所不惜，因此不論敵我都會罵他蘿莉控、變態、跟蹤狂。因為感情是要偏向他的價值觀與期望，所以擅自認為『超能少女組』是未來潘朵拉的首領，對此野上葵與三宮紫穗極度厭惡。
- 另一方面對『超能少女組』的主任皆本光一來說，他與以前背叛自己的長官印象重疊、更是明石薰掛念的人，對他有異常的憎恨和嫉妒。持續給向他痛苦和折磨：用催眠術惡整、在巴貝爾的超能力者前射殺自己、甚至變回孩童讓精神創傷復發，這些反而促進皆本光一的成長。然而，命中註定殺了皆本光一、明石薰會死，不殺的話明石薰一樣會死；他為了解開這個困境苦思著對策。
- 對他來說蕾見不二子是姐姐，也是給予他許多精神創傷的人。戰後雖因為思想對立、多少還留有感情，有時會對蕾見不二子叫姐姐。不過蕾見不二子的勸說從未聽從，主張自己才是正義的一方，使得故事中有多次爭吵。

過去
- 是由超能力研究者的父親與超能力者的母親所生下來，母親因為父親的實驗而死，後悔的父親認為「超能力帶給人不幸」、害怕兵部京介的能力被誤用而在大陸離群索居、隱姓埋名。1937年隨著父親的病死而回國、被託付給大學時代的朋友也是超能力研究者的蕾見男爵，成為蕾見不二子的弟弟。同一年以最小年紀7歲進入巴貝爾的前身陸軍超能特務部隊，階級是上等兵。
- 大戰末期，超能特務部隊隊長從回收來的伊八號大腦那得知：未來兵部京介將率領超能力者破壞世界，在蕾見家開槍射擊兵部京介 (額頭留有彈痕)。奇蹟生還的兵部京介開始屠殺隊長與部隊幹部。因為被信賴的祖國和長官背叛，產生了對普通人的不信任感和憎恨，集合同樣遭遇的超能力者組成潘朵拉。
- 明石薰出生那天，為了見她一面而扮成醫生被帶去協助五件早產分娩，精疲力竭時被巴貝爾察覺、遭蕾見不二子打成重傷，藏匿時又被當時12歲的賢木修二發現，立刻被通報趕來的蕾見不二子輕鬆擊敗、關進超能力者監獄。

現在
- 被稱為超能力犯罪史上最凶惡的人、皆本光一從桐壺帝三聽到之前完全不知道其存在被秘密關在超能力者監獄地下500公尺的特殊監獄，卻能未留下任何記錄多次現身在外，因為那裡剛好適合隱密行動所以表面上乖乖待著。逃獄之後開始公開行動頻繁與皆本光一和『超能少女組』接觸(特別是明石薰)。
- 故事中多次描述身體狀況不佳、生命能源也快枯竭，用特殊藥劑延命也撐不久。因而會拉攏『超能少女組』似乎也是因為內心焦急的緣故。
- 第30集中與羽毛一起進攻暗黑幽靈與對峙、深受重傷，在羽毛體內留下自己的備份、將肉體瞬間移動到虛數空間生死不明。

未来
- 從第31集羽毛的回憶中得知，未來原本的歷史是本人進攻暗黑幽靈時落入悠里的手裡、身體被解剖變成暗黑幽靈的實驗材料。這個未來已經被改變了。(因為身體讓葵用瞬間移動究極奧義送入虛數空間)

### 幹部
建立潘朵拉的初期成員。三人有在戰亂地區長大、被兵部京介撿回去的相同過去。
真木司郎（聲優：落合弘治；台灣：宋克軍）
- 3月11日出生。雙魚座。血型O型。身高186 cm。體重82 kg。
- 第8集登場，當時26歲。第16集29歲。
- 超能度6的合成能力者。應用能力精製碳結晶纖維、混進頭髮中自由自在地操作。碳結晶纖維十分堅硬，目前能切斷的人只有兵部京介和明石薰這兩人而已。因為是容易導電的碳原子，對電擊很弱。把長髮變成翅膀再搭配念動力能在空中飛行。
- 戰鬥實力極高，單獨對上蕾見不二子或『超能少女組』有壓制程度的實力，不過與『超能少女組』對戰時兵部京介吩咐不能傷害她們而戰敗。
- 幹部中年紀最大的，自然當起了幹部領導。是兵部京介的輔佐官、潘朵拉實質上的副官，同時是因為兵部京介的一時興起被隨意擺佈的苦命人。能夠責備兵部京介的寶貴人才。
- 外表是長髮的大叔，短髮時是清爽的好青年。

加納紅葉（聲優：千葉紗子）
- 1月5日出生。牡羊座。血型O型。身高180 cm。體重53 kg。
- 第8集登場，當時21歲。第16集24歲。
- 瞬間移動為基礎的合成能力者。能固定部分空間，封住對手的動作、明石薰用上超能力的拳擊能簡單接住的蠻力為其應用。單人瞬間移動和念動力也能使用。
- 行動毫無計畫、想之前先做的個性。為達成目的不惜一起攻擊普通人。
- 因內亂的空中轟炸失去家人、剛好超能力覺醒而生存下來，與真木司郎和藤浦葉同時被兵部京介撿回去。當時的事成了輕微的精神創傷，有時會夢到而睡不好。
- 與冷酷的外表相反，其實喜歡中廣身材的中年大叔。希望真木司郎再胖點、年紀更大些。

藤浦葉（聲優：羽多野涉；香港: 張振熙）
- 出生年月日不明。血型B型。身高177 cm。體重64 kg。
- 第8集登場，當時17歲。第16集20歲。
- 以念動力為基礎的合成能力者。擅長操縱超音波破壞物體的攻擊、有岩石也能粉碎的破壞力，應用一下能控制浮力與溫度。只不過連續使用高出力的攻擊需要儲存力量、無法連續攻擊。
- 幹部中最年輕的。雖然信賴兵部京介，但對其不負責任的態度有所不滿，毫無顧忌地說他壞話後會推卸責任給別人 (主要是推給真木司郎)。另一方面說壞話是對兵部京介的撒嬌與依賴，事實上孩童時期本人是最撒嬌的孩子、兵部京介不在身邊立刻大哭使超能力失控，給真木司郎和加納紅葉添增了麻煩。
- 對付敵人非常富攻擊性。不接受『超能少女組』是未來的首領，不排斥傷害她們。
- 時常要黑卷節子讓他做春夢，不過黑卷節子每次都讓他失望。明石好美（明石薰的姐姐）的粉絲。

### 成員
桃太郎（聲優：釘宮理惠；台灣：汪世瑋）
第8集登場。年齡依推測應該有60歲以上。
由大日本帝國超能力研究員改造成的超能力飛鼠。具有將空氣像火箭筒擊出的能力、用心電感應與人類對話，還有預知能力。喜歡吃向日葵種子。
原本是在研究所被研究員當做寵物來飼養，因為有一天突然被改造開始憎恨人類。
戰後經過數十年從研究所的冬眠艙中逃走、累倒在路邊被『超能少女組』撿到。明石薰取名為「哈姆桃太郎」，野上葵與三宮紫穗去掉「哈姆」兩字、正式定名「桃太郎」。一度以為自己被背叛而攻擊『超能少女組』，兵部京介中途介入讓牠冷靜下來、最後被他帶走。
因為只是寄放在兵部京介身邊、並非潘朵拉的成員，所以比起兵部京介更聽從明石薰的話。兵部京介認為牠的境遇與自己相似、似乎也喜歡牠毫不客氣的吐嘈，時常放在肩膀上或衣服中一起行動。
用喜歡的食物就能引誘牠說出機密，被兵部京介和真木司郎罵牠是「嚙齒類」。因為是「嚙齒類」，所以猛禽對牠來說是天敵，會被鳥型的羽毛威脅、踩踏。
只要情況不對就假裝冬眠模式睡覺。
筑紫 澪（聲優：釘宮理惠；香港：陳頴琪；台灣：汪世瑋）
第5集登場。應該與『超能少女組』同年紀的少女。
超能度不明的瞬間移動能力者。擅長只轉移身體一部分的瞬間移動、穿透物質的移動。能力最大限度使用時，能將自己身體以粒子單位分化出多個分身；但是對身體的負荷很大使得分身容易失控，那時若失去冷靜有會被分身奪走意識的危險性。
性格與年紀相稱、喜怒哀樂很激烈。受兵部京介保護之前幾乎沒有表情，也因此愛慕找到自己的兵部京介；在她面前說兵部京介的壞話會被揍。抓皆本光一當人質時，接觸到他的溫柔而有好感。對主任總是皆本光一、兵部京介也重視的明石薰有敵意和嫉妒，經過一起逃出銀行、共同與暗黑幽靈殺手作戰後，承認明石薰有女王的資質；不過不坦率的個性讓她對明石薰採傲嬌態度。
初次登場時，在廢屋與一位潘朵拉成員生活，經過與『超能少女組』戰鬥後，聽從兵部京介的話回去潘朵拉。在回去之前沒有好好受過教育致使缺乏一般常識，連沒有空氣會死人的事都需要時間來思考。之後經過宇津美清司郎的教育大幅提昇知識，高中生程度的問題也能輕易解決。
作者說此人是將來對明石薰有重要影響的角色。
第21集起取得俄羅斯國籍，與派蒂‧庫魯、玉置卡茲拉、火野賈利一起就讀「『超能少女組』」所待的國中，這是他們自願的。
派蒂‧庫魯（聲優：小林沙苗）
第14集登場。前暗黑幽靈成員。
以瞬間移動為基礎、將身體化成微小粒子的合成能力者。自負操縱粒子上沒人是她的對手 (事實也是)。
明石薰與潘朵拉成員強制解放其暗黑幽靈的束縛，但跟『超能少女組』使用時不同、自殺動作沒有解除。之後成功解除自殺動作，第16集後看得到她精神奕奕地成為潘朵拉的精銳。
因無法自殺一時失去生存的意志，潘朵拉參考巴雷特和堤姆的狀況、以黑卷節子的能力來治療；不過夢裡出現的都是美型帥哥，反而讓她覺醒成重度的腐女，嚴重到故事中男性對話交談時會噴鼻血、製作成同人誌的地步；對百合也有興趣的樣子。雖然本人害怕這些妄想會被人知道，其實已經眾人皆知了。
有媲美模特兒的好身材，一起進入澡堂的筑紫澪和玉置卡茲拉也看傻了眼。意外很會廚藝，自從上國中後製作4人的便當，基於興趣都是動畫類型的「痛便當」。
第21集起取得惡羅斯國籍，與筑紫澪、玉置卡茲拉、火野賈利一起就讀「『超能少女組』」所待的國中，這是他們自願的。
玉置卡茲拉（聲優：加藤英美里）
第14集登場。與『超能少女組』同年紀的少女。頭髮左側綁馬尾。
以瞬間移動為基礎的合成能力者。
使用讓身體變化為觸手的空間變異、觸手能使用接觸感應能力。
和火野賈利是青梅竹馬，對他似乎抱著好感。以前兩人被「人類兵器」的武器集團利用、對將超能力者當做暗殺道具使用的暗黑幽靈有強烈的憤怒和憎恨。
因為和筑紫澪、派蒂‧庫魯的年齡相近，四人一起就讀「『超能少女組』」所待的國中。
火野賈利（聲優：入野自由）
第14集登場。與『超能少女組』同年紀的少年。
擁有念動力、火焰能力、少許預知能力的複合能力者。操縱熱風的戰法較多、能用預知能力預讀對手的攻擊。
個性上有點衝動有時還會意氣用事。
和玉置卡茲拉是青梅竹馬，對她似乎抱著好感。
與派蒂‧庫魯、筑紫澪、玉置卡茲拉轉進「『超能少女組』」所待的國中時，因悠里的策略差點要用超能力來打架，剛好途中東野將介入而避開危機，那時對東野將的舉動有所感動的樣子。之後對普通人的態度比較和緩，跟東野將的感情也不錯 (對此派蒂‧庫魯很高興)。
常戴著帽子和圍巾。
因為是「火屬性」、對「水」極度的弱，進入泳池之類的場所會有生命危險。
馬斯魯大鎌（聲優：三宅健太；台灣：魏伯勤）
第8集登場。本名「大鎌增夫 (おおかま　ますお)」
不論生物 (包括自己)、非生物都能硬質化的能力。必殺技「沙漠之鷹」： 以肚臍下方的丹田一口氣釋放硬質化能量的攻擊。
肌肉發達、愛穿三角褲的變態，是美男子的話不管是超能力者還是普通人都是戀愛對象；強吻過皆本光一。兵部京介因為其外表與能力取了別名「馬斯魯大鎌」、「鋼之鍊筋術師」。
小學開始就一身變態的裝扮因而被欺負。本人對自己的品味沒有一絲一毫懷疑、反而認為是周遭普通人的品味才奇怪，誤會被欺負的原因是因為超能力的關係而加入潘朵拉。
實際容貌是堂堂的美男子。迫於必要穿起正常的衣服時，去的地方一定被女性注視，不過本人說「無法打扮那麼難看過日子」。
雖然周遭的人都認為是變態，但基本性格是和藹、待人態度又好的人，隱藏身分時和住處附近的家庭主婦或OL相處融洽。因為屬於潘朵拉內部早期加入的，負責培養新人、澪和派蒂‧庫魯的新人時期時常跟他一組。擁有柔軟性思考與遠見：被「平凡百姓」關在有ECM的大金庫時向皆本光一提出合作過。除去嗜好的話估計會是幹部級的優秀人才。
實務能力也非常高。第21集取得惡羅斯國籍、化名「馬速魯‧大鎌諾夫」 擔任惡羅斯駐日外交大使後，達成好幾項大功。以大使的身分盡忠職守地發揮其能力。
對外是筑紫澪、派蒂‧庫魯、玉置卡茲拉、火野賈利的領養人。因為外交官特權，即使巴貝爾視破其身分也無法對他們下手。
山田惟光（聲優：三宅健太）
第5集登場。
超能度不明的心電感應能力者。
和筑紫澪一起行動的壯漢，有鐘樓怪人般的長相。
以前是傭兵、因為負傷失去心電感應的接收能力，被當做沒有用處時由兵部京介撿回去。因為負傷而無法說話，因為心電感應的發送能力健在，對方正常說話也能溝通；在四格漫畫中解釋了是為了療傷所以暫時不能說話。
戰鬥時活用傭兵時期的經驗，使用機關槍和蠻力、與超能力無關的武器。
與壯碩的外表不和、意外喜愛照護人。對筑紫澪來說是離開潘朵拉個別行動時監護人，像是父親一樣的關係。
孩童時期是有桃色頭髮的美少年，看到照片沒有人認出是誰，當知道時所有人一陣吃驚。
九具津隆（聲優：相馬幸人；台灣：宋克軍）
第4集登場，當時21歲。
超能度6，心電感應為基礎的合成能力者。
能將意識輸入人偶、以念動力來操縱，還能一次操縱幾十具人偶、動作如同人類般自然。人偶內部可以裝進武器和特殊裝備加以操縱。對自己製作的女僕人偶「摩佳娃娃」有絕對自信 (戰力上)。巴貝爾時期。接受谷崎一郎的委託製作過梅枝直美戴貓耳與尾巴的強化突擊裝人偶模型，當然梅枝直美不知道這件事。
本是巴貝爾的一員，被皆本光一和賢木修二發現其實是潘朵拉的間諜，關進超能力者監獄，但兵部京介救他出來。
興趣是收集人偶。看起來是溫和又懦弱的人，實際是工於算計又冷酷。曾讓搜查間諜中的賢木修二受致死的重傷，毫不猶豫地要加害在一旁的皆本光一和『雙面嬌娃』。第23集中本人說後悔槍殺賢木修二。
高應用性的能力在巴貝爾內部也極為珍惜。特別是『超能少女組』的「影武者」，因為他的背叛被迫中斷 (另外，當時的試做品因自己的興趣導致完全不像)。加入潘朵拉後多次加入幹部級別的作戰，比在巴貝爾時的待遇還優渥；有從事副業，製作、販賣人偶模型的天才模型師名喚「Mr.9」。
黑卷節子（聲優：渡邊明乃）
第4集登場，當時19歲。
超能度不明，心電感應為基礎的合成能力者。
操縱夢的能力。更正確的是在腦內植入模擬裝置，一旦入侵成功對方自己會自動模擬、不需要持續傳送念力。
前巴貝爾超能特務練習生，因為性格懶惰又嫌巴貝爾的任務太累人而背叛加入潘朵拉。巴貝爾時的特務稱號為「夢魘巫女 (Dream Maker)」
跟九具津隆相同一度被捕入獄，但在那之前對自己使用超能力、逃進睡眠的世界裡，之後由兵部京介救她出來。
四格漫畫中補充設定，她有過不少羞恥難耐的「黑歷史」：以前為了跟梅枝直美對抗而當巴貝爾宣傳海報的模特兒，自費出版CD之類的。
派蒂‧庫魯變成腐女的元兇。叫加納紅葉為姐姐。潘朵拉孩童成員叫她姐姐。
艾利奇・照（聲優：銀河万丈）
第７集登場。
使用擾亂他人思考 (在腦內流動的電子訊號)的「毒電波」，也能操縱光讓人看到幻影。
電磁波結義兄弟的哥哥。操縱電波與磁力干擾電訊、為非法組織宣傳的職業高手。
其能力讓皆本光一曾遭受「毒電波」、使得『超能少女組』陷入苦戰，之後能力被反射、自己受到「毒電波」攻擊。
馬格・熟人（聲優：郷里大輔）
第７集登場。
讓人的身體變磁鐵、吸引鐵器的「左手的法則」，也能操縱光讓人看到幻影。
電磁波結義兄弟的弟弟。與艾利奇・照相同的的職業高手。
其能力雖然讓『超能少女組』一度陷入苦戰，結果還是敗北。自己訂正放出去的影像後被逮捕歸案。
夕霧（聲優：東山奈央）
外傳漫畫第二回登場。
年幼的小女孩，非常怕生。
超能度不明的催眠能力者，情緒不穩時容易讓能力暴走。
黑暗幽靈的基廉的話中，相信和基廉有血緣關係的，而情緒不穩是因為初期的複制人未被調整好。
而在和日宮的對話中推定是悠理的複制人之一，最後並被發現了頸後的條碼確認是複制人。

### 已退出成員（外傳）
安迪・日宮（聲優：諏訪部順一）
- 出生年不明、6月2日出生。雙子座。血液型A型。身高182cm。體重71kg。
- 首次登場於外傳動畫第1集、正傳漫畫348話。
- 能力：超能力「反超能力(無效化)」（左眼）。此能力是天生的、並非改造。但另有心靈感應能力改造人，可以傳達所發現的情報和接受上頭的信號。而改造人的能力不受到超能力恨制器或無效化能力的影響。
- 異色瞳：左眼為金色、右眼為灰色，右眼在外傳漫畫時則是藍色。
- 稱兵部京介為兵部、並不稱兵部為少校而時直稱他的姓氏。
- 為合眾國USEI派到潘朵拉的間諜。並其右眼被植入監控用的晶片。
- 既不是普通人（因為有特殊能力）也非正常的超能力者（偏偏他的能力是將超能力無效化），並擁有改造人的能力 。所以他對人類和超能力者都帶有些許懷疑及不信任感。
- 從外傳可知他深受兵部信任、即使知道他是間諜、兵部依然將他帶在身邊。
- 體術極強、有特種部隊的身手。即使不靠能力、也能突破許多敵人。
- 在潘朵拉被襲擊時、救了因過度使用能力而墜入海中的兵部、之後結識了巴貝爾的女主角一行人。
- 知道兵部的過去、是不二子敘述給他聽的。
- 於外傳後半反過來幫助潘朵拉、背叛了合眾國、所以是通緝犯。
- 身上的限制器是兵部親手替他戴上的、並留有被合眾國滅口時的彈痕。
- 外傳最後一集、離開潘朵拉。
- 於本篇348話中間出現、加入了“財團”、並私下跟巴貝爾連絡。繼續用他自己的方式協助超能力者。
- 由外傳和潘朵拉各幹部及兵部的互動可知、他是有受到潘朵拉幹部及兵部信任的、相處自然、宛如朋友。
- 在外傳登場的小女孩夕霧非常喜歡他（很意外 因為夕霧很怕生）、在外傳時常受兵部委託陪夕霧一起出門。
- 左眼在外傳最後為了壓抑兵部暴走的能力、貌似有過度負荷而失去超能力（不確定）、但在正篇漫畫348話登場時、左眼是用眼罩蓋住。
- 在外傳的番外漫畫中恢復了能力。
- 漫畫出場分別在348話、370話、414話。

## 暗黑幽靈
- 普通人組成的殺手組織。 以名叫暗黑幽靈的普通人神父為中心所構成，利用其女兒YURI的高催眠能力、將抓到的超能力者洗腦當做道具使用。兵部京介稱之為「超能力者的天敵」。
- 成員給予自己能力特徵的稱號，身體上有一個二次元條碼的紋身。成員的洗腦程度非常高、甚至樂於自殺，目前能解除洗腦的只有『超能少女組』。第１６集開始出現與YURI同樣的催眠能力者，但因能力不及YURI、出現過接受自殺指令但不會照做的成員。
- 是主導未來超能力者與普通人間戰爭的存在。
- 第29集從羽毛的回憶中得知，未來建造了以YURI控制的「暗黑幽靈系統」，目前效果與功能未知。

### 首領
暗黑幽靈（聲優：立木文彥；台灣：魏伯勤）
- 第12集登場。
- 暗黑幽靈首領。本名不祥，以組織名字代稱。
- 銀髮、臉上佈滿歲月痕跡，以女兒YURI的能力支配並利用超能力者的冷酷無情之人。
- 在各地實驗以人工子宮生產人造超能力者、為此收集許多超能力者的遺傳基因。
- 第16集起對如同離家出走、單獨行動的YURI傷心欲絕她幾乎沒聯絡，變成真的離家出走時與迪奧多一起驚恐的樣子；事實上對YURI沒有愛，只把她看做是好用的道具而已。
- 對基廉是比道具還不如的態度，造成基廉極度嫉妒與憎恨YURI的主因。
- 原本是普通的軍火商，娶有漂亮的妻子，在妻子因超能力覺醒引發腦死後對超能力產生憎恨，進而想到利用妻子尚未完全死亡的身體以人工方式產生下一代，基廉與悠里即由此誕生。

### 幹部
YURI（聲優：井上麻里奈；台灣：馮嘉德）
- 第12集登場。
- 暗黑幽靈的女兒也是部下的少女。自稱「暗黑幽靈之女」，其體內三個人格的總稱。
- 據基廉所言長得像母親。
- 超能度7，被稱為魔法使級的強大催眠能力者。甚至能讓人看見以為自己死亡的幻覺。因此能讓潛在超能力者的能力加強，封住自我成為暗黑幽靈操縱的人偶。還能支配周圍超能力者的能力 (催眠支配下能完全使用、即使不是也能有一定程度)加以使用，即便一個人對付超能力者也能戰鬥。
- 有幻影、亡靈、雲居悠里共計三種人格的多重人格者，有段時期羽毛也在她裡面。從第33集起，人格已經統合成一個。
- 第16集國中篇起，除了主人格「幻影」，無意識中對「暗黑幽靈」起了反抗心而獨立出另一人格「亡靈」，為了從明石薰那解開『超能少女組』增幅器和強制解放之謎而離家出走到日本。平時是以模擬人格「雲居悠里」融入國中生活，暗地裡以「亡靈」身分穿著特殊的服裝使有潛力的人覺醒超能力、加以支配來行動。
- 另外，對明石薰們和花井千里她們稱為「朋友」，為了跟她們在一起使盡各種手段，執著到甚至會扭曲<變動確率超能度7>級的意外預知。

幻影 (ミラージュ)
- YURI本來的人格，為了跟其他人格區別而自稱「幻影 」。髮色為金色。
- 對父親忠誠，但依稀感覺到父親其實不愛她在內心糾葛。 第16集國中篇後，對至今所做的事開始有罪惡感。
- 不如亡靈那樣好戰，曾阻止幻影偷襲『楚楚可憐影武者』 。
- 起初覺得娜依只是道具、生活一段時間後開始抱持感情，知道她頭部埋藏炸彈時受到很大的刺激。第23集起藏匿接受自殺指令向自己求救的半藏、並任命為娜依的護衛。
- 知道幻影的存在且能彼此對談。

亡靈 (ファントム)
- 第18集登場。
- 三個人格中負責戰鬥。髮色為紅色。
- YURI內心中隱藏的感情和真實心聲所獨立出來的人格，對父親有強烈的反抗心。基本上是由此人格穿著特殊的服裝，以頭盔遮住半邊臉。
- 冷靜且好戰的性格、不排斥殺害對手，覺醒的超能力者也只當用過的旗子。另一方面感情起伏很激烈加上容易發脾氣，情緒極度不穩定。曾被明石薰說衣服很奇怪就撕破它。
- 因為是為了遵守『YURI = 幻影』而出現的人格，目前為止的行動都是為了 YURI的幸福著想；第25集兵部京介企圖封印幻影時，從YURI的內部協助他封印。

雲居悠里 (くもい ゆうり)
- 第16集登場。
- 幻影為了接近『超能少女組』而製造出的模擬人格。髮色為黑色。左撇子。
- 無意識下接受幻影的暗示和記憶操縱，雖然被操縱住但沒有其他人格的記憶，所以能防止心電感應得知其正體。成為『超能少女組』的國中同班同學，和花井千里與東野將他們培養出友情。有時幻影或亡靈會出來冷靜觀察『超能少女組』。
- 和其他人格不同，性格溫順、又是美少女加上是天然迷糊女孩；在男同學間很受歡迎。
- 如上述所記是被製造出來的模擬人格，但第24集羽毛說：雲居悠里是YURI去除過去悲傷記憶後、「真正的妳」。
- 想嘗試吃泡麵，卻總是因為各種意外而吃不到。
- 在高中篇中回歸成為『超能少女組』的第四位LV,7成員。

羽毛
請見#羽毛。
基廉
- 第27集登場。
- 悠里之兄
- 製造自己的複製人當成商品販賣。
- 出生後身體狀況差，又帶有些微超能力而令父親冷淡對待與反感，「連虛假的愛情都無法得到」，因此忌妒獲得父親「疼愛」的妹妹悠里。

迪奧多
- 第20集登場。普通人。
- 性格冷酷殘忍，單純把超能力者當做殺人道具。也把YURI和基廉看做道具。

### 成員
巴雷特（聲優：近藤隆；台灣：宋克軍）
請見#『楚楚可憐影武者』
提姆（聲優：皆川純子；台灣：汪世瑋）
請見#『楚楚可憐影武者』
派蒂・庫魯（聲優：小林沙苗）
請見#潘朵拉
娜伊
- 第20集登場。目前8歲。
- 被YURI以外的暗黑幽靈催眠能力者洗腦的超能力者。透過影子來瞬間移動、也有透視能力的複合能力者。有像動物爪子般的手指虎當做近身武器。
- 用來當做『超能少女組』 增幅器的實驗品。為了防範再次發生洗腦被解除的狀況，在頭部前額葉埋入了解除時會爆炸的塑膠炸彈，但洗腦程度強到本人對此並不在意；第22集中YURI得知炸彈一事開始懷疑父親的做法。
- 頭上有蓋住眼睛與額頭的布 (因其超能力不需視力)，是為了不讓她意識到殺害對象是人類。
- 平常是以YURI的催眠能力擬態成黑色小貓、當做雲居悠里的寵物來行動。行動時的言語和貓相近，能說完美的貓話。
- 只有她發現YURI有第四個人格『羽毛』存在，當做其人格之一聽從命令。
- 第25集中被YURI的人格之一亡靈託付要照護雲居悠里，之後與忍者半藏一起與潘朵拉共同行動。
- 第29集兵部京介請賢木修二為她動移除炸彈的手術。從此眼睛變成看得見，也對繪本和漫畫產生興趣，派蒂‧庫魯認為是施行菁英教育 (動漫畫方面) 的好機會。

忍者半藏
- 第23集登場。
- 現代風格的忍者裝扮超能力者。超能力之外也會真正的忍術和武術，以飛鏢或忍者刀配合瞬間移動的方式來戰鬥。
- 主要是間諜活動和防止暗黑幽靈的情報洩漏的暗殺任務。受暗黑幽靈的命令、把蕾雅石耳環情報差點洩漏給蕾見不二子的黑市商人殺害封口，逃脫時被當地的自然保育巡邏官襲擊，以愚蠢的方式任務失敗；發出緊急求救信號後被暗黑幽靈下達自殺指令、但並未服從，用快遞將自己寄到YURI的家以避風頭。
- YURI在學校的期間內擔任娜伊的護衛；第25集起YURI被封印期間也一併護衛雲居悠里。
- 第25集中被YURI的人格之一亡靈託付要照護雲居悠里，之後與娜伊一起與潘朵拉共同行動。
- 平常以面具隱藏自己的面貌，實際長相十分美型，YURI和娜伊都嚇了一跳、娜伊還掀開頭巾瞪大眼睛 (雖然那時看不見)。

操縱閃電的成員
- 單行本17登場。
- 以念動力為基礎操縱閃電的超能力，也有跟閃電一起移動的瞬間移動能力。
- 長期對工作不滿，被亡靈引發出超能力。亡靈以他的超能力提前引發預言中的事故。
- 劇中並未提及此人的名字，以其能力命名。
- 被野上葵瞬間移動至東京灣上，被自己的閃電電暈。

過敏原人
- 單行本18登場。
- 超能力為強化花粉裡引起花粉症的過敏原。
- 人們暴露強化過的花粉中30分鐘內一定罹患花粉症，甚至能瞬間移動入侵人體，所以穿防護衣也沒用。
- 原本叫「花粉男」，但被皆本光一說「就算是小角色，叫這名字也太可憐了」，之後亡靈重新取名為「過敏原人」。

藏在河川裡的成員
- 單行本20登場。
- 超能力為念動力。
- 亡靈用他的念動力凝固水為基礎製成幻影，以便從遠處與人對話。
- 劇中並未提及此人的名字，以其出現的地點命名。
- 被明石薰互擊消波塊造出衝擊波震昏而浮上水面。

悠里的複制人少女們
- 單行本第三十五集，登場人數至少有三十人之多，戴著特制的護眼罩，後出到過百人了。
- 受命把悠里帶返總部失敗。
- 形像似受到魔法禁書目錄的妹妹們影響。
- 在黑暗幽靈失敗後，被基廉所帶走失蹤。
- 潘多拉的夕霧亦被確認是其中的成員。

基鎌的複制人少年們
- 起源同上但人數較少和登場較遲。
- 較主動挑戰悠理和經常作半裸打扮。

桃樂絲
- 生物工程誕生的基因改造人女童。
- 年齡比一般所說的少女或蘿莉更幼小。
- 被利用來迷惑皆本使其離開政府軍，並把陶樂絲變成真正的未來超能力的女王。

## 其他人物
羽毛
- 第20集登場。
- 寄宿在暗黑幽靈準備的蕾雅石耳環裡、正體不明的超能力者精神體。
- 雖然沒有肉體，附身在生物或非生物上就能和其他人溝通。在不被YURI發現下從耳環中附身，時常支配身體與皆本光一和『超能少女組』接觸。
- 第22集被察覺到附身在皆本光一身上，人格移轉耳環的狀態下被巴貝爾管理，為了得到情報轉換至九具津隆提供的物質。那時耳環已經被破壞、不可能再次附身他人。呼應明石薰「希望有更強的力量」的想法而覺醒。覺醒時因為記不起長相、以長翅膀的無臉女性樣子出現，看到皆本光一的夢後變成未來明石薰的長相。不過人形姿態會劇烈地消耗能量，平常是隼鳥的猛禽類樣子。
- 第24集中，因兩個原因：能對抗她的只有『超能少女組』的三重增幅，以及給予未來重大改變的理由，附上限幅器的情況下寄放在皆本光一的身邊。
- 第29集向皆本光一自曝真正身分後消失無蹤。其真正身分：從未來而來的『超能少女組』其意識與記憶的統合體 (可能有複數的超能力者參與，中心人格是未來的明石薰)。也知道皆本光一槍擊明石薰的未來。起初因為沒有過去的記憶而不知道自己的來歷，經過許多事件後想起了目的是「改變未來」和「保護雲居悠里」。因為有『超能少女組』的意識在，對皆本光一抱有好感也會惡作劇，重視明石薰們和雲居悠里。
- 第31集以兵部京介的少年模樣重新出現。
- 因為是未來『超能少女組』的意識集合體，能力從念動力開始，瞬間移動、心電感應、生命控制能力都有，不論哪個皆為超能度6~7以上，甚至『超能少女組』、兵部京介、蕾見不二子的超能力都比不過，是故事中最強的超能力者。
- 連載第372話時，與兵部透過伊號的大腦確認未來已經成為白紙，在第376話消失(據兵部所言由於三重增幅而被封入人工伊號裡)。

京介
- 兵部京介以構成羽毛的物質輸入自己的思考當做備份、羽毛的意識沈睡的模樣。
- 模仿幼童時期兵部京介的外表與性格，喜歡叫明石薰為「女王」，但會被本來的人格所影響其行為。

薩爾瑞拉總統
差點被暗殺的總統，到現在沒死是承蒙潘朵拉的幫忙

### 『超能少女組』血緣關係者
皆本之母（聲優：大原沙耶香）
- 第17集登場。
- 皆本光一的母親。稱呼兒子為「阿光」，也認識賢木修二。外表年輕到野上葵與三宮紫穗初次相遇本人時誤以為是皆本光一相親對象。
- 性格天然又孩子氣，廚藝很糟糕。
- 曾提議『超能少女組』一起當皆本光一的結婚對象。
- 意外是個策士，槍手太太選定她作為繼承人，一起安排相親計畫。
- 直覺很靈，能察覺潛伏在相親地點附近的巴貝爾和潘朵拉等人。

明石秋江（聲優：鶴弘美）
- 第2集登場。
- 明石薰與明石好美的母親，看不出已是兩個小孩母親的性感魔女。已離婚 (原因不明)。很中意皆本光一社會精英的身分。
- 知名演員。漫畫中主演作品是舞台劇「紅蜥蜴」，改自江戶川亂步的「黑蜥蜴」；動畫版則是「處刑人MIKAMI」，改自「GS美神極樂大作戰 (作者的前部作品)」。
- 以前責備小時候的明石薰時，被她失控的超能力造成受傷，因此無法認真跟明石薰吵架：即使如此家人感情還是很好。
- 桐壺帝三是熟記舞台劇台詞的忠實影迷。

明石好美（聲優：國府田麻理子）
- 第2集登場，21歲。
- 明石薰的姐姐。很中意皆本光一社會精英的身分。
- 性格剛強，但是以前明石薰用超能力弄傷母親時曾怕得不敢主動抱住她予以安慰，此事也造成明石薰無意識中的精神創傷。
- 本來是泳裝寫真女星，因為工作不順遂轉而成為瞄準動漫迷的角色扮演女郎，對此母親與明石薰投以冷淡的目光。

野上大作（聲優：四宮豪）
- 第7集登場。
- 野上葵的父親。大阪出身。容易得意忘形。
- 以前因為公司倒閉加上兒子的體弱多病忙得焦頭爛額，忽視了還年幼的野上葵內心的寂寞，之後被年幼的明石薰和三宮紫穗指責後加以反省，從此盡全力讓野上葵感受到父愛。
- 返家時野上葵稱皆本光一為「甜心」，讓他以新撰組的隊服配日本刀的樣子迎接，被肯‧馬克蓋亞稱為「一般的京都人」。
- 對女兒的成長和遇到好夥伴感到很高興。

野上 マリ（聲優：山像沙織）
- 第7集登場。
- 野上葵的母親。性格從容不迫，對丈夫的誤會引起的暴力舉動以「是大阪人所以個性急躁」帶過去。廚藝似乎不好的樣子。
- 有購物癖。曾因為丈夫受到蕾見不二子和瑪莉誘惑，剛好推銷員來推銷、訂購超貴和服排遣鬱悶。野上葵幼年時期家庭經濟會惡化，不只是丈夫的事業失敗和兒子的住院費，說不定是因為她的購物癖的關係。

野上裕樹（聲優：比嘉久美子）
- 第7集登場。
- 野上葵的弟弟。
- 以前體弱多病，現在身體健康。
- 很喜歡姊姊野上葵，但在朋友面前會害羞，要姊姊用瞬間移動藏起來。
- 和父親共同極度敵視被野上葵抱有好感的皆本光一，給過與野上葵一同返家的他特大號的茶泡飯（在日本京都是暗示「送客」）。

三宮警察廳長官（聲優：中村秀利）
- 第2集登場的日本警察廳長官。
- 三宮紫穗的父親。看似冷酷、時則擔心女兒。不二子的舊識。
- 期盼女兒靠超能力找到真正的愛情而立誓成為傲嬌爸爸（其實原本就是傲嬌的個性）。
- 因立場因素，父女關係並未公開。

三宮夫人
- 只在四格漫畫中登場。
- 為了適應女兒超能力的結果，變成有話直說的人。因為會破梗，所以沒在本篇出現過。

### 『超能少女組』學校同儕
花井千里（聲優：福原香織；台灣：汪世瑋）
- 第2集登場。國中篇時12歲。
- 超能度2的心靈感應能力者。戴著限幅器，和普通人一起生活。有想過自己的超能力能變強、成為超能特務的一員。
- 『超能少女組』轉入國小時的同班同學，升為國中生時也是同班。同樣是超能力者而成為明石薰三人的朋友。
- 性格溫柔又乖巧，也有喜歡參與戶外遊戲的活潑一面，但是對東野將粗暴的言行和明石薰的性騷擾會施以鐵拳制裁。
- 與東野將是青梅竹馬，曾為確認東野將對自己的想法而透視過他的心，被知道後兩人產生隔閡；心結解開後兩人的感情十分融洽，從旁人來看幾乎是情侶關係，明石薰時常以此戲弄他們。與東野將的感情發展被巴貝爾暗中監視，理由是值得流傳於後世，此事也經過內閣的機密會議予以認可。
- 暗地裡覺得明石薰三人有著超能度2以上的超能力，在她們的多次掩飾下，現在她對於可能將接觸到明石薰三人的秘密時立刻條件反射地停止思考。
- 覺得照護明石薰三人的皆本光一是可靠的哥哥。
- 小學時為髮型，國中篇後為長髮。

東野將（聲優：佐藤利奈；台灣：馮嘉德）
- 第2集登場。國中篇時12歲。
- 『超能少女組』轉入國小時的同班同學，升為國中生時也是同班。明石薰三人的少數同齡普通人朋友。
- 與花井千里是青梅竹馬，兩人的家住得近、彼此的母親也是好友。曾被花井千里用心電感應透視過自己的心而對超能力厭惡，所以明石薰三人轉進班上時跟她們發生衝突，與明石薰以拳交心後彼此產生了友情、也解開了對花井千里的心結。
- 本人似乎對戀愛沒興趣，但是與花井千里的心結解開後兩人的感情持續發展：花井千里被明石薰性騷擾時會生氣、對她頗傾慕皆本光一也感到不高興──很明顯抱有好感，然而因為害羞從未說過正在交往，但是從旁人來看幾乎是情侶關係。明石薰時常以此戲弄他們。與花井千里的感情發展被巴貝爾暗中監視，理由是值得流傳於後世，此事也經過內閣的機密會議予以認可。
- 第25集意外與花井千里相吻，之後與她在放學回家的路上提到要把這件事記在心裡。這段話被巴貝爾錄影保存起來。
- 說話很粗暴、容易招致誤解，被花井千里與明石薰三人之外的女同學說過是幼稚的小鬼、無法跟他交往；花井千里是少數理解他的人。
- 喜愛吃布丁，容易暈車。是日本巨人隊球迷，曾與阪神隊球迷的野上葵爭吵過棒球。與明石薰比過學業成績和運動，彼此有著不服輸的共通點。對三宮紫穗的毒舌難以招架。
- 理解超能力者，對轉進國中的潘朵拉成員能以平常心對待。其中與火野賈利感情很好，有一起去過遊戲中心。

黑木大（聲優：三宅華也）
- 第5集登場，當時小學6年級。第17集於四格漫畫再登場時14歲。
- 野上葵的男朋友候補，約會時被巴貝爾局長桐壺帝三率領A小隊妨礙。之後野上葵以有更喜歡的人為由拒絕，但本人並未死心。第17集時發現與野上葵互傳簡訊。
- 性格極其溫和且成績優秀，未來的夢想是進入太空開發事業團體。
- 少數知道明石薰三人是超能特務的普通人。

火下省吾（聲優：中尾衣里）
- 第5集登場，小學5年級。
- 三宮紫穗的男朋友候補，約會時被巴貝爾局長桐壺帝三率領A小隊妨礙。之後三宮紫穗以有更喜歡的人為由拒絕，但本人並未死心。第17集時發現與三宮紫穗是單方面傳給她簡訊的朋友。
- 具領導天份、體能優異，擅長足球。
- 少數知道明石薰三人是超能特務的普通人。

河村武（聲優：小林由美子）
- 第8集登場，小學3年級。
- 超能度5～6的念動能力者。(動畫還有出現瞬間移動的能力，但之後並沒解釋過原因)
- 在巴貝爾的超能力定期檢查中測出是潛在的超能力者，在『超能少女組』的幫助下能力覺醒、與她們發生衝突，因為偶然的意外事故與『超能少女組』一起參與救援行動、隨後和解。

父親河村武憲（聲優：松山鷹志）
- 第8集登場。大學社會學系助理教授。
- 著有『超能力者會破壞世界』一書，反超能力組織『平凡百姓』的支持者。然而知道兒子是超能力者後，將他託付給巴貝爾、轉而支持超能力者，只是個溺愛小孩的笨爸爸。

### 『超能少女組』相關人物
內田
- 漫畫單行本第二集和動畫第十四集登場，隱藏有超能力的便衣警探，原著未透露其真名，內田是動畫補完其姓氏。
- 對不良者行駛私刑，動畫中自稱為正義假面與穿著自制的戰衣隱藏身分，但漫畫中並沒有這種稱謂和超級英雄式的打扮。被紫穗所識破後給各人合力逮捕。

槍手
- 第17集登場。本名不詳。
- 皆本家很久以前就有往來的老婆婆，喜歡當媒婆安排相親。
- 直覺很靈，能察覺到相親氣氛的好壞、伺機改變氣氛，也能發現潛伏在相親地點附近的巴貝爾和潘朵拉等人。

若山菜菜子
- 第17集登場。日之宮大學畢業，家管。
- 皆本光一的相親對象，也是小學同學。
- 小學時喜歡皆本光一，為引起他注意而持續出問題，因為簡單就解決、憤而拿出父親書房的「費魯曼最終定理」，結果皆本光一發現了新解法而到美國留學，變成彼此從未聯絡的狀態。
- 實際上已有男朋友，為了結束初戀而答應與皆本光一相親。
- 後來結婚若山變成舊姓。

凱洛琳（聲優：名塚佳織；香港：魏惠娥；台灣：馮嘉德）
- 第11集登場。皆本光一與賢木修二在美國留學時的朋友。髮色為桃紅色。皆本光一的前女友。
- 心電感應能力者。
- 基本上只能使用心電感應，因為隱藏著其他力量，以免除學費為條件、進行人為引發能力的實驗。藉由放電刺激使念動能力覺醒，但超能力中樞產生新活動的同時也誘發了新人格、並且重新創造與原本記憶不同的架構─這造成了凱莉的出生。本人也知道凱莉的存在，凱莉醒來時彼此還能進行溝通；動畫版則不知道其存在也無法溝通，而且與皆本光一的關係也僅只於認識的程度。
- 目前凱莉陷入沉睡狀態，本人為調查長期的太空生活是否會對超能力造成影響、前往了月面基地，預定待5年左右。

凱莉
- 如上述所記，因凱洛琳的實驗而出生的人格。
- 念動能力者，但凱洛琳即將醒來時能使用心電感應能力。
- 剛出生時很會認人、智能也跟小嬰孩一樣，但是很黏皆本光一。在吸收凱洛琳的記憶下，一個月內智能追上身體成長的時間。本來隨著凱莉的成長、凱洛琳的人格會恢復，最後與凱莉同化；然而凱莉想把自己對皆本光一的感情與回憶作為自己的寶物，結果並未同化而沉睡於凱洛琳體內。經過數年後，凱洛琳啟程去月面基地前，借給凱莉超能力製作出思念體讓她與皆本光一再次相會；之後幾乎不再醒來、陷入沉睡狀態。
- 第一次遇到皆本光一時，看到他後面有守護重要事物翅膀的某種力量 (形象神似明石薰)。

### 『奇幻獵犬』血緣關係者
宿木弘明
- 宿木明的爸爸，宿木家前任當家 。

宿木敦子
- 宿木明的媽媽。因住居鄉下、美容院只有一家，造成跟犬神花枝的外表像到以為是姊妹。
- 希望犬神初音能當媳婦。

犬神新一
- 犬神初音的爸爸，犬神家前任當家 。

犬神花枝
- 犬神初音的媽媽。因住居鄉下、美容院只有一家，造成跟宿木敦子的外表像到以為是姊妹。
- 希望宿木明能當女婿。

### 陸軍超能特務部隊
早乙女 英治
- 第28集登場。
- 階級上尉。
- 巴貝爾的前身「大日本帝國陸軍特務超能部隊」 隊長，身為普通人的軍人，也是蕾見不二子與兵部京介的上司。蕾見不二子之父在大學的學弟。
- 1938年成立超能部隊的同時招攬蕾見不二子與兵部京介加入。部隊成立不久蕾見不二子在街上毆打海軍士官，被陸軍參謀總部反對部隊的成立。他利用當時海軍與陸軍之間的不合、提議讓超能部隊與海軍開發中的最新型戰機決鬥，以此承認超能力者有當做兵力的價值。
- 兵部京介對他非常信賴，知道廣島的核爆後、為了阻止長崎的核爆趕到蕾見男爵家；但是本人已從大戰末期回收到的伊八號腦部得知未來：兩次的核彈爆炸、日本的戰敗與復興，然後是兵部京介率領超能力者毀滅世界。本人為了避免佔領軍知道自己培養出這樣的兵部京介而對他槍擊，兵部京介額頭中彈卻奇蹟生還、反被殺害。這時已經發出追殺兵部京介負傷的戰友，而蕾見不二子成功逃走。槍擊的舉動造成兵部京介有複數的超能力，諷刺地如預言所說讓他決定要步上屠殺普通人的破壞者之路。
- 因為皆本光一的面貌跟他酷似，導致兵部京介仇視皆本光一。

志賀 忠史
- 第28集登場。
- 士官長。部隊的主將、同時是隊員的協調人。
- 結合念動力和操縱電力的複合能力者，也能運用電力進行治療。

宇津美 清司郎
- 第19集登場，第28集回憶篇再登場。
- 伍長。
- 操縱紙和文字的合成能力者、也具有接觸感應能力。
- 蕾見不二子和兵部京介以前的同事。戰爭時期負責情報分析和暗號解讀。
- 因為母親的意思，留著會誤認是女性的長髮。性格溫柔且愛好和平，生氣時也很可怕。因為長髮被欺凌時，會向施暴者連同不相干的眾多同事一起報仇。
- 大戰末期跟其他同伴一起被謀殺，在生前所寫的日記留下思念殘留體 (因此只有過去的記憶)。目前該日記其中之一放在潘朵拉內部，擔任孩童的教育工作。其中一本抒發平日怨恨的日記藏在舊蕾見男爵家的地下酒窖，此日記的內容多少反映出凶暴的性格。

菊池 完二
- 第28集登場。
- 上等兵。
- 火焰能力者。
- 肌肉健壯的巨漢，但性格和藹。

夏見 岩男
- 第28集登場。
- 伍長。
- 心電感應、幻覺能力者。

宿木 明夫
- 第28集登場。宿木明的祖輩。
- 伍長。
- 用宿木家代代相傳的超能力，以心電感應的變相發動對生物進行意識轉移、也能自由操縱該生物。
- 與犬神肇的相處風格跟宿木明、犬神初音的一樣。
- 中文版譯成「宿木昭雄」，因為漫畫原文第一次出現名字時是日文假名而造成誤譯。

犬神 初
- 第28集登場。犬神初音的祖輩。
- 上等兵。
- 用犬神家代代相傳的超能力，組合念動力、催眠、遠距離透視、預知，連帶外貌與身體能力如同狼一般變身。
- 與宿木明夫的相處風格跟宿木明、犬神初音的一樣。跟犬神初音一樣戴有勾玉項鍊。
- 中文版譯成「犬神肇」，因為漫畫原文第一次出現名字時是日文假名而造成誤譯。

芥 龍
- 第28集登場。
- 上等兵。
- 瞬間移動能力者。
- 身材高瘦、戴墨鏡，說話口吃。

兵部 京介
請見#兵部 京介
蕾見 不二子
請見#蕾見 不二子
伊・八號
- 第29集登場。
- 有高超能度預知能力的海豚。
- 在蕾見不二子與兵部京介的幼年時期，和同樣是超能力者的伊七號 (途中受到鎂軍攻擊而死亡 )、伊九號一起從鎂國逃亡至日本。
- 與超能特務部隊見面前已經預知到以後會發生的事：日本戰敗、超能特務部隊全滅、兵部京介的未來、明石薰是超能力者女王的事。
- 戰死後腦部被陸軍超能特務部隊回收，之後由兵部京介帶走，故事書之初在潘朵拉的保管與使用中，後來還是完全死掉。之前說明了預言的根據是超能力的局限。

伊・九號
請見#伊・九號

### 鎂國
- 作者貫徹漫畫是虛構的故事，所以出現的現實國名會換掉一個音。中文版是以同音異字的方式來表現。

凱洛琳
請見#凱洛琳
J・D・庫立夏姆（聲優：菅生隆之、青年期：櫻井孝宏；台灣：宋克軍）
- 第5集登場。
- 階級上校。
- 超能度7的心電感應能力者。使用心電感應的合成能力可以將身邊超能力者的能力納為已用，因此別名『超能殺手』。本來是普通人，在以前駕駛轟炸機時被擊墜，頭部受傷下使得超能力覺醒。
- 冷靜沉著、說話技巧了得。擅長戰術：使用心電感應將「聽過這個故事嗎？」開場的話題 (主要是悲劇)直接傳至對方的心靈、瓦解其戰意。
- 鎂國駐日超能力部隊『自由之鐘』的隊長。
- 過去戰爭期間搭乘的轟炸機在日本上空被兵部京介擊墜、逃走又重傷時受日本人少女「小夜」細心照料。過了數十年，為了讓被病魔纏身、時日不多的小夜再次見到被沉在湖泊的故鄉，做出擅自脫隊的行為、挑撥明石薰和梅亞莉・福特引出超能力，抽乾湖泊讓故鄉再現。之後逃亡一事被兵部京介動手腳消除、他也得以歸隊。

肯・馬克蓋亞（聲優：羽多野涉；台灣：魏伯勤）
- 第5集登場，24歲。前肯薩斯州刑警。
- 階級中尉。
- 超能度6的遠距透視能力者。
- 鎂國駐日超能力部隊『自由之鐘』的一員。梅亞莉・福特 的搭擋。雖然相當有能力，但基本是裝傻搞笑的角色。
- 身著黑色大衣和墨鏡、性格開朗善良的男性。初次相遇時皆本光一告訴他蕎麥面的吃法，感動其親切與關懷，之後如朋友般信賴皆本光一。
- 自認了解日本，但是認為「搭電車要脫鞋」、「京都人都住日式屋」，跟梅亞莉・芙德一樣誤解日本文化。

梅亞莉・福特（聲優：千葉紗子；台灣：汪世瑋）
- 第4集登場，19歳。
- 階級中尉。
- 超能度6的念動能力者，擅長操控流體物質。教過明石薰流體操縱術。
- 鎂國駐日超能力部隊『自由之鐘』的一員。肯・馬克蓋亞的搭擋。
- 性格剛強、有小麥色肌膚和好身材的美女。服裝偏好西部風格。
- 本來覺得『超能少女組』只是群小鬼，聯手任務時被明石薰「我要為正義粉身碎骨！ (也要穿迷你裙)」的話感動而感情變好。
- 入隊之前的16歲時想當歌手，本人認為那是黑歷史。第17集受明石薰的拜託，穿著清涼就闖入花井千里的生日宴會，除明石薰以外的人都嚇得要死，造成她的心靈創傷；花井千里倒是憧憬她的好身材。

漢米敦上議院議員
- 第26集登場。
- 查爾斯・漢米敦與亞當・漢米敦的父親，鎂國上議院的議員。
- 初次印象看來是很嚴肅的人，其實跟巴貝爾局長桐壺帝三一樣寵溺身為超能力者的兒子。
- 擔心二兒子亞當・漢米敦以其母之死為契機造成自我封閉，當鎂國決定捨棄亞當・漢米敦、而皆本光一也說服失敗時，不惜暗中委託潘朵拉的兵部京介保護亞當・漢米敦。

查爾斯・漢米敦
- 第26集登場。
- 瞬間移動能力者。
- 漢米敦上議院議員的兒子、也是亞當・漢米敦的哥哥。
- 因為父親十分掛心二兒子亞當・漢米敦，因此對弟弟有著嫉妒心，但是也知道父親並未只重視亞當・漢米敦。

亞當・漢米敦
- 第26集登場，10歳。
- 超能度7的念動能力者。
- 父親是上議院議員，哥哥查爾斯・漢米敦是其護衛。
- 嬰孩時期母親因鐵路事故意外身亡，之後超能力覺醒。成長後在「是不是嬰孩時無意識中使用超能力的關係使媽媽死掉？」的疑惑驅使下，關在房間裡不肯出來。由於父親的委託請來皆本光一進行說服、歷經精神創傷造成的能力失控，終於敞開了心靈、面對過去。

克萊德・保羅（聲優：堀内賢雄 ）
- 第7集登場。 紐約出身的自稱藝術家。男性。
- 瞬間移動為基礎的複合能力者。
- 與搭擋波妮用念動力操縱畫具在世界遺產畫上差勁塗鴉為樂的超能力罪犯。其實波妮是用念動力操縱的顏料，本人以腹語術一人分飾兩角。

### 英柏拉罕王國
巴圖拉17世（聲優：小野大輔；台灣：宋克軍）
- 第9集登場。
- 英柏拉罕的皇太子。
- 10歲起愛上塞拉，但因為瑪薩拉反對，請來『超能少女組』與她戰鬥。為了所愛之人甚至不惜發動政變，在瑪薩拉和『超能少女組』的決鬥場地附近潛伏軍隊。最後瑪薩拉戰敗，得以與塞拉結婚。
- 第21集再登場時，已育有5個孩子，不排斥繼續增產報國，被蕾見不二子批評做得太過火。

塞拉（聲優：生天目仁美；台灣：馮嘉德）
- 第9集登場。
- 超能度7的接觸感應能力者
- 英柏拉罕王國的現任巫女。
- 與比她小7歲的巴圖拉17世相戀，然而因為高超能度的關係、肉體被瑪薩拉控制。瑪薩拉戰敗後，得以與巴圖拉17世結婚。
- 第21集再登場時，已育有5個孩子，不排斥繼續增產報國，被蕾見不二子批評做得太過火。

瑪薩拉（聲優：生天目仁美；台灣：詹雅菁）
- 第9集登場。蕾見不二子的舊識。
- 超能度7的念動能力者，但利用蕾雅石神像裡的歷任巫女能運用出各種超能力。
- 英柏拉罕的上代巫女，王國的實權掌握者。20年前就過世，藉由將思念波寄宿在蕾雅石神像、以薩拉的接觸感應能力完全重現其能力與記憶。
- 遵循傳統，以巴圖拉17世和塞拉的7歲年齡差距以及王族不能跟巫女通婚為由、反對兩人結婚。最後在塞拉已說服歷任巫女與蕾見不二子的勸說下，允許兩人的婚姻。
- 第21集再登場時，本人說巴圖拉17世和塞拉這對夫婦黏得快分不開，而且有時會控制塞拉的肉體批評她管小孩的方式。被巴圖拉17世說是「多餘的家人」。

### 平行時世界角色
以葵的能力為基礎，意外移動到平行時空。

#### KAREN
此世界的文字都是翻轉。在四格漫畫出場。在漫畫本傳是異世界的日本超能力女性特警隊成員，而名字和三位主角男性角色相似。
皆本光（みなもと ひかり）
女版皆本光一，『相信未來的輝耀』。警視廳異特能力案件應對機動搜查一課警部補。念動能力者。
蘇西・賢木（スージー・さかき）
女版賢木修二，『呵護健康的愛心』。警視廳異特能力案件應對機動搜查一課巡查部長。接觸感應能力者。
兵部京子（ひょうぶ きょうこ）
女版兵部京介，『貫徹自我的信念』。警視廳異特能力案件應對機動搜查一課巡查部長。瞬間移動能力者。
稱光為姐姐大人，非常喜歡光。

##### 暗黑騎士團
尤里
男版雲居悠理，『幽靈之反叛者二世』。受自己姐姐操控，在悠理的幫助下，清醒並希望他們能協助他阻止姐姐。
基莉安
女版基廉。此世界的反派敵人。然而已經死亡，只靠憎恨以機械苟延殘喘。
迪奧子
女版迪奧多。基莉安的親信。

#### REVERSE
受葵的召喚而來到KAREN的世界，另一個異世界中使用主角三人組相似名字的，軍中特種部隊的超能力男性士兵。
馨・明石
男版明石薰，『葬送邪惡之炎』。念動能力者。
皆本光初次見面時對其有心動。看到薰時說其為胸大、腦子不好使的女人。
蒼・野上
男版野上葵，『清澈沉靜之水』。瞬間移動能力者。
被看破其所想葵是毫無姿色的貧乳眼鏡娘。
尚・三宮
男版三宮紫穗，『自由飄流之云』。接觸感應能力者。
被看破所想紫穗是看起來是心眼很壞的女人。蘇西初次想不知為何非常討厭他。

##### 其他
本篇未出場角色。
蕾見不二夫（つぼみ ふじお）
男版蕾見不二子。超常迎擊戰隊REVERSE的隊長。京子的哥哥。死過很多次，但總是能活過來。
兵部京子（ひょうぶ きょうこ）
女版兵部京介，也有著漆黑的墮天使之類的名號，穿著水手服及佩刀。REVERSE世界觀的反派。曾好幾次暫時與馨聯手，想讓REVERSE成為他們的王。
真木司莎（まぎ ツカサ）
女版真木司朗。變身能力者。用美色誘惑別人，間諜擔當。
加納蒼葉（かのう アオバ）
男版加納紅葉。力量很大。喜歡肥胖的熟女。
藤浦葉子（ふじうら ヨーコ）
女版藤浦葉。操縱音波。不良少女。